# ロール・アム・マイン

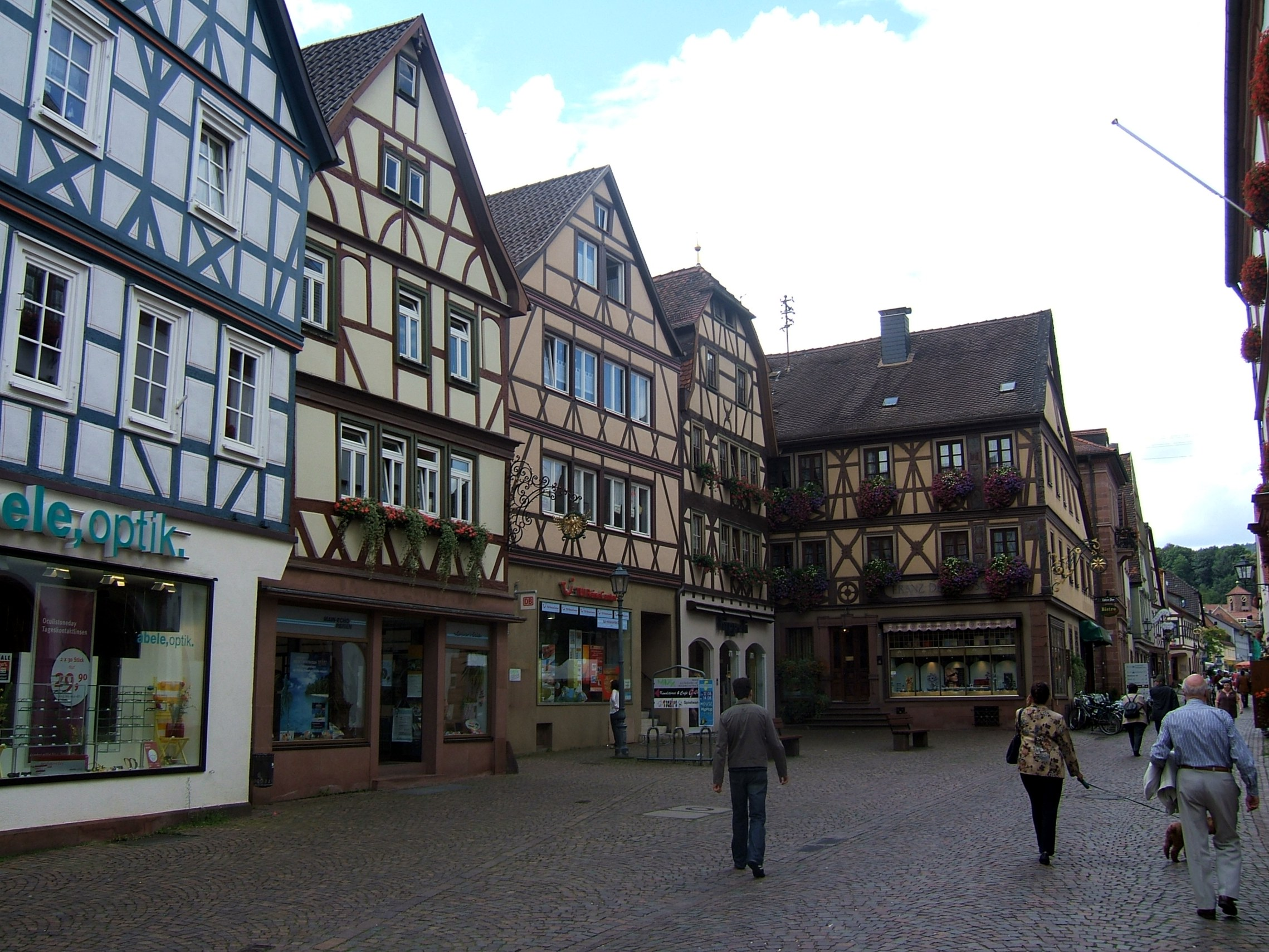
「マラー＝ヴィンケル」（画家のアングル）と呼ばれるハウプト通りの木組み建築の街並み

ロール・アム・マイン (ドイツ語: Lohr am Main、公式表記は Lohr a.Main、 [loɐ̯]) は、ドイツ連邦共和国バイエルン州ウンターフランケン行政管区のマイン＝シュペッサルト郡に属す市である。この街はシュペッサルト山地のマイン川沿い、ヴュルツブルクとアシャッフェンブルクとのほぼ中間点に位置する。ロールは中級中心都市であり、ロール・アム・マイン行政共同体の行政機関所在地である。ただしこの行政共同体に加盟はしていない。

## 地理

### 位置
ロールは、シュペッサルト山地の東斜面、マイン川が緩やかに南に向かって向きを変える湾曲部分に位置している。マインフィーアエック（シュペッサルト山地南部）はここから始まる。ロールでロール川とレヒテンバッハ川がマイン川に合流する。市域の最高地点は、シュテッケンラウプスヘーエ山頂の海抜 542 m、最低地点はマイン川沿いの海抜 147.3 m である。

### 地質学
地盤は主に堆積岩で形成されている。シュペッサルト山地ではブンター統、フランケン台地につながる東部は主にムシェルカルクに形成された。

### 市の構成
ロール・アム・マイン市は11のオルト（地区）からなる。
| - ブーヒェンミューレ - ハルスバッハ - ロール・アム・マイン - マリアブーヒェン - プフロホスバッハ - ロンデンバッハ | - ルッパーツヒュッテン - ザッケンバッハ - ゼンデルバッハ - シュタインバッハ |

ゲマルクング（不動産上の地区区分）は以下の通りである（人口は2020年1月1日現在）。旧市街および中核市区はリンディヒ地区を含む。
| ゲマルクング         | 人口（人） | 面積 (ha) | 合併年 | 文献初出 |
| -------------------- | ---------- | --------- | ------ | -------- |
| ハルスバッハ         | 346        | 698       | 1972年 | 1318年   |
| 旧市街および中核市区 | 5,128      | 3,900     |        | 1295年   |
| プフロホスバッハ     | 475        | 193       | 1978年 | 1192年   |
| ローデンバッハ       | 779        | 979       | 1972年 | 1325年   |
| ルッパーツヒュッテ   | 747        | 429       | 1972年 | 1502年   |
| ザッケンバッハ       | 1,157      | 815       | 1972年 | 1360年   |
| ゼンデルバッハ       | 2,695      | 575       | 1939年 | 1192年   |
| シュタインバッハ     | 898        | 851       | 1972年 | 16世紀   |
| ヴォムバッハ         | 1,957      | 583       | 1972年 | 1325年   |

この他にロール・アム・マインは他の自治体にゲマルクングに土地を有している（パルテンシュタイン、ゲミュンデン、レヒテンバッハ）。

### 隣接する市町村
ロールは、北から時計回りに、以下の市町村と境を接している。パルテンシュタイン、フェレン、ノイエンドルフ、ゲミュンデン・アム・マイン、カールシュタット、シュタインフェルト、ノイシュタット・アム・マイン、レヒテンバッハ。

## 地名

### 語源
本市の「ロール」という地名は、市域内でマイン川に注ぐ同名のロール川に由来する。「アム・マイン」は同名の他の土地と区別するために添えられた。

### 古い表記
この街は、様々な古地図や史料に以下のような表記で記されている。
| - 1295年 Lare - 1331年 Lore - 1342年 Lor - 1526年 Lohr | - 1573年 Loarn - 1747年 Lahr - 1831年 Lohr - 1946年 Lohr am Main |

## 歴史
ロール・アム・マイン市は、遅くとも8世紀から人が定住しており、1295年の "Lare" という表記での（確実な）文献初出の際にはすでにリーネック伯領の中心的な街となっていた。ロールは、1333年に都市権を授けられた。これは断絶したリーネック＝ローテンフェルス伯の相続に関する紛争により説明可能である。この街はこの時点ですでに長い間「シュタット」（都市）であった。皇帝ルートヴィヒ4世は、この紛争においては、リーネックの都市貴族の奉仕に感謝するため、彼らに政治的支援を行いたいと思っていた。しかしこの都市権は、（マインツ司教がレーエン領主として証明されているのが1366年からであったとしても）すでに長い昔から存在していたマインツ大司教のレーエン高権から都市の自治権を護ることにはできなかった。農民戦争に参加した罰として、ロール市民は1525年から1535年まで権利を剥奪された。

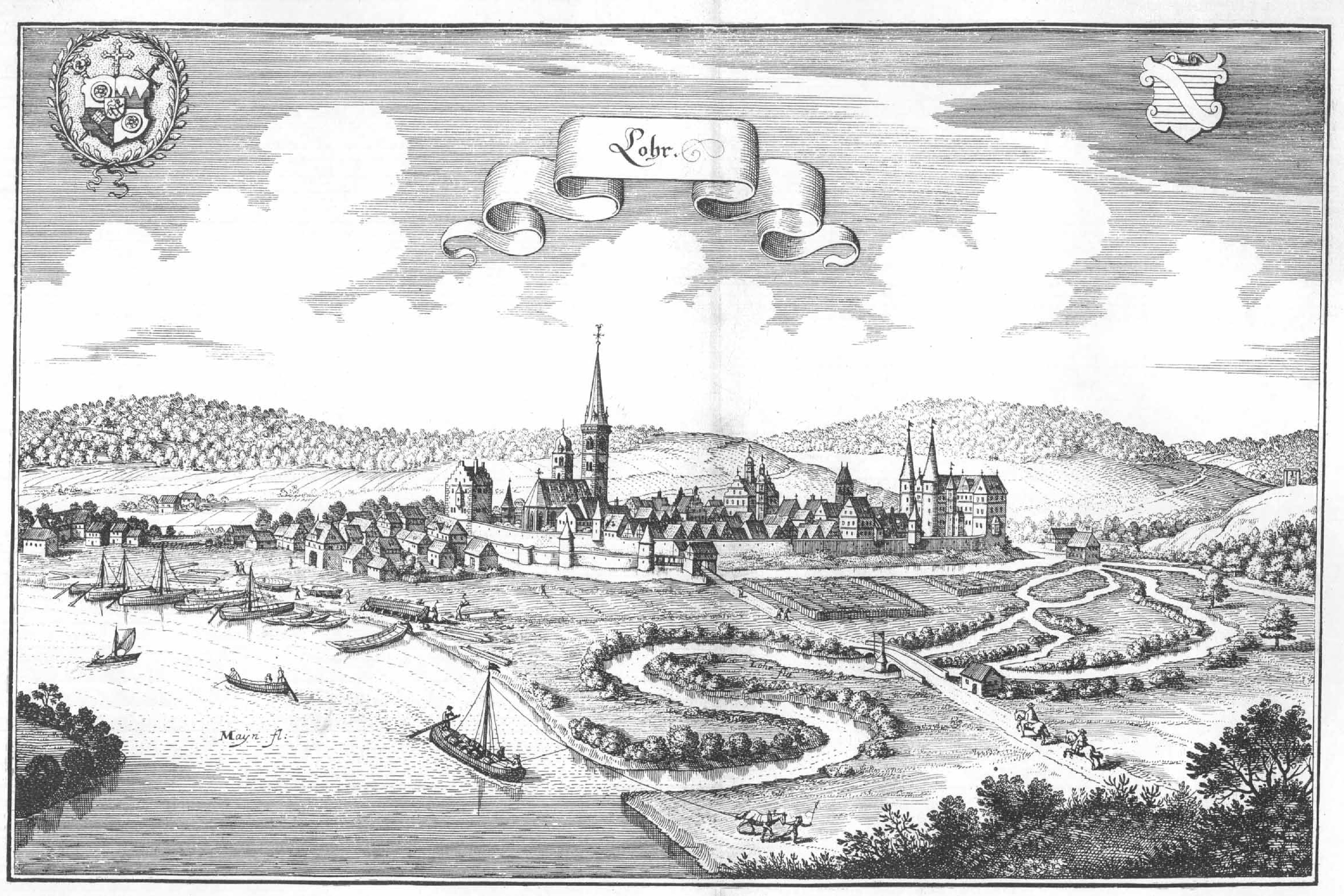
1656年に出版されたマテウス・メーリアンのロールを描いた銅版画

1559年、最後のリーネック伯フィリップ3世の死後、ロールは返還されたレーエンとしてマインツ大司教領となった。ロールはその後全盛期を迎え、現在も遺る都市景観が形成された。宗教改革はフィリップ3世によってロールにもたらされた。彼は領主権を行使して、1543年にマルティン・ルターとフィリップ・メランヒトンに適切な神学者を派遣するよう依頼した。彼らが推薦したシャフハウゼンの宗教改革家ヨハン・コンラート・ウルマーはこの年にロールを訪れ、1566年までここで働いた。ロールは1559年からマインツ領であったにもかかわらず、再カトリック化に着手したのはヨハン・アダム・フォン・ビッケン司教治下の1603年になってからで、1605年にほぼ完了した。1611年から1629年までの間にロール地域の住民70人が魔女狩りの犠牲となった。逮捕された者は旧市庁舎の地下牢「ゼクレート」で、拷問により告白を強要された。
ハンセン病学会のデータによれば、ロールには中世のハンセン病患者の隔離施設があった。その設立に関して詳細は分かっていない。耕地名の「ジーヒェンヴィーゼ」（直訳: 病の草地）は、ハンセン病患者隔離施設を暗示している。
三十年戦争（1618年 - 1648年）は、当初はロールに被害を与えなかった。しかし、1632年にスウェーデン軍が襲来した。戦争の困苦とともにペストもこの街を襲った。街は、「...蔓延する感染症によって住民の半分以上が失われ...」消滅の危機に瀕した。1648年以後、街はゆっくりと回復していった。ロールの4つの造船所で職人仕事が開花した。17世紀末のマインツ選帝侯の鏡製作所の設立により当時としては大きな投資がこの街に対してなされた。この製作所は1806年まで存続した。
ヨハン・ヨスト・シュライヒ（1645年頃 - 1707年頃）とその家族によって、ロールはオルガン製造の中心地の1つとなった。それは「17世紀から18世紀のマインフランケンのオルガン製造を決定づけた。」

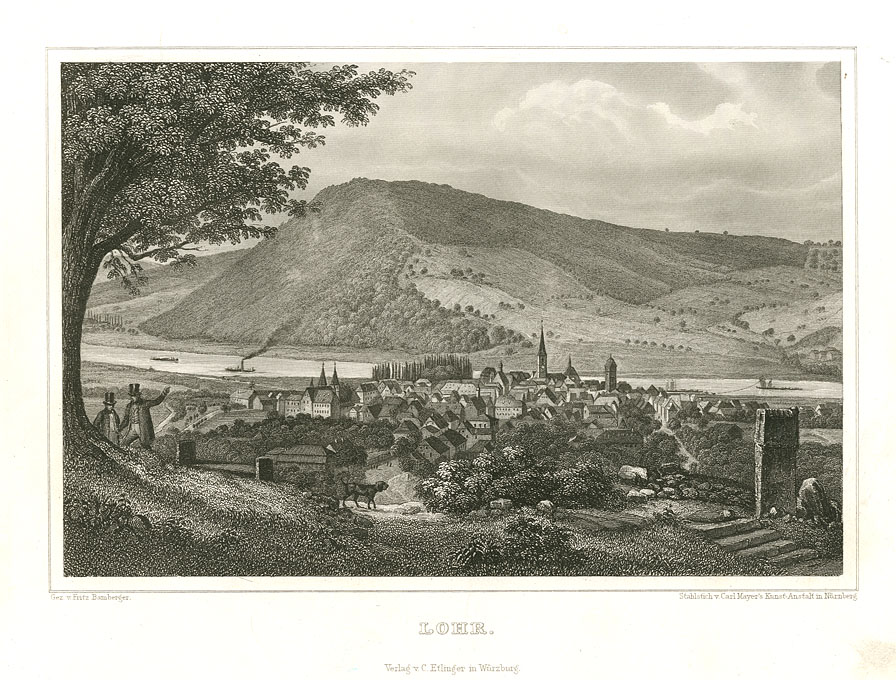
1847年に出版された銅版画に描かれたロール

### 19世紀から21世紀
フリードリヒ・シュタインは1817年に空き家となった製作所に鉄圧延機を設置した。この工場は1850年にレクスロート兄弟によって買収された。政治的には、マインツ大司教領のオーバーアムト・オルプおよびロールは、1803年に世俗化された後まずアシャッフェンブルク侯国（ダールベルク司教領主）となった。この侯国は、フランクフルト大公国の県となった後、1814年にバイエルン王国に併合された。バイエルンの行政改革に伴う1818年の自治体令により現在の市が成立した。ロールは1862年に新設されたベツィルク・ロールのための行政機関所在地となった。
1875年に旧マイン橋の建設が行われた。
第一次世界大戦後の革命の間、1919年4月8日に、ヴュルツブルク兵舎の放棄した兵士に護られたUSPD支持者により、ロールでレーテ共和国宣言がなされた。ヴュルツブルク・レーテ共和国が敗北し、ヴュルツブルク軍総司令官から最後通牒が突きつけられ、ロールのレーテ主導者たちは自分たちの企図に見込みがないことを悟り、これを放棄した。レーテ共和国は4月12日に終息した。
1936年にリンディヒ住宅地が建設され、1939年にゼンデルバッハが合併した。
ユダヤ人はリーネック伯およびマインツ大司教の時代には、ロールに散発的に登場するだけで、継続的に定住することはなかった。ロールのユダヤ人コミュニティは、バイエルンのユダヤ教信者の移住の自由化（1813年のバイエルン・ユダヤ令および、いわゆる名簿条項の廃止）が認められた後、1862年に初めて成立した。1867年頃には、このコミュニティのメンバーは40人とかなり多く、現在のケラーライガッセ6番地の角の家（地下駐車場南入り口の向かい側）に一時的な礼拝ホールを借りていた。彼らは1871年にフィッシャーガッセのある家屋を教団ハウスおよびシナゴーグとして取得した。1890年、この街には91人のユダヤ教徒がいた。1933年、ロールには、精神病・看護施設（現在のベツィルクス精神病院）の約25人を含めて70人のユダヤ教信者がいた。1938年11月10日の「水晶の夜」では、ロールでもシナゴーグ内や、何軒かのユダヤ住民の家が荒らされた。その後この教団は、多くの信者の転出やフィッシャーガッセの教団ハウスの放棄などにより事実上解散した。転居した教団員のうち15人が主に他の町で逮捕され、殺害された。
ナチによる圧政時代の「安楽死」T4作戦に伴い、1940年9月に当時の精神病・看護施設から、20人のユダヤ人患者がリンツ近郊のハルトハイム安楽死施設に移送され、殺害された。1940年10月から11月には、ユダヤ人でない子供や男女451人がこれに続いた。彼らはピルナ＝ゾネンシュタイン安楽死施設およびグラーフェネック安楽死施設に移送されて、やはり殺害された。1944年春には18人の男女が精神病・看護施設の治療室からアウシュヴィッツ強制収容所およびマウトハウゼン強制収容所に「転院」させられた。そして3人の男性と2人の女性が生き延びた。この通りには、ナチ時代の犠牲者を追悼するために、芸術家ライナー・シュトルツによるブロンズ製のレリーフが1993年から設置されている。
1945年4月2日、ロールの医師カール・ブラントが、戦闘をせずにアメリカ軍に街を明け渡そうとしたため、ゲシュタポによって逮捕され、即時裁判の判決により同日に射殺された。これを記念して1979年に記念碑が設けられた。ロール住民ディートリヒ・コールによる2005年と2006年の努力は成功しなかったが、2008年に新設されたシャーフホーフ東住宅地にある通りが彼にちなんで名付けられた。
1945年4月2日から3日に、ロールではドイツ国防軍とアメリカ軍との間で激しい戦闘が行われた。アメリカ軍はこの戦闘で、シャーマン戦車8輌を失った。
1972年7月1日にロール・アム・マイン郡の大部分が新設された「ミッテルマイン郡」となった。この郡は1973年5月1日に現在の「マイン＝シュペッサルト郡」に改名された。当初はロール・アム・マインが郡庁所在地となっていた。しかし、1972年10月にカールシュタットを新しい郡の郡庁所在地とし、郡庁舎はロールからカールシュタットに移転することが決定した。これに対して住民から強い抵抗が起こり、約4,000人のロール市民およびシュペッサルト住民がミュンヘンに向かって抗議活動を行い、この決定に反対する27,000筆の署名が集められた。新しい郡庁所在地に関する決定は、当時 CSU が多数派を占めていたマクシミリアネウムで行われたため、この地域の数百人のCSU党員が離党した。これにより地区連合はあちこちで綻びが生じた。ロール市は規範審査訴訟を起こした。

### 市町村合併
1939年に、それまで独立した町村であったゼンデルバッハが合併した。バイエルンの市町村・地域再編に伴い、1972年1月1日にハルスバッハ、ローデンバッハ、ルッパーツヒュッテン、ザッケンバッハ、シュタインバッハ、ヴォムバッハが加わった。プフロッホスバッハは1978年1月1日にこれに続いた。

## 住民

### 人口推移
1988年から2018年までの間にこの町の人口は15,765人から547人、約 3.5 % 減少して15,218人となった。

## 行政

### 首長
2014年3月16日のロール市市長選挙でマリオ・パウル（無所属、緑の党とSPD推薦）はエルンスト＝ハインリヒ・プリューセ (CSU) に替わる市長として選出された。2020年3月15日の選挙では、マリオ・パウルは第1回投票で、2人の候補者（CSU と Bürgerverein 所属候補）を相手に 56.8 % の票を獲得して再選された。

### 議会
ロール・アム・マインの市議会は、24議席からなる。

### 紋章
図柄: 赤と金の合わせて10本のストライプの地の上に青い斜めの波帯。
この紋章は、印章として1408年からその使用が確認されており、1957年6月4日に使用権が確認された。

### 姉妹都市
ロール・アム・マイン市は、以下の都市と姉妹都市関係にある。
- Burgusio（イタリア、トレンティーノ＝アルト・アディジェ州マッレス・ヴェノスタ内の分離集落）1972年
- ウイストルアム（フランス語版、英語版）（フランス、カルヴァドス県）1992年
- ミリチュ（ポーランド語版、英語版）（ポーランド、ドルヌィ・シロンスク県）2001年

また、以下の都市と援助・支援関係を結んでいる。
- プジーセチュニツェ（チェコ語版、英語版）（チェコ、ウースチー州）1956年（この地域から追放されたズデーテン系ドイツ人に対する援助・支援関係）

## 経済と社会資本

### 雇用状況
ロール・アム・マインはマイン＝シュペッサルト郡で経済的に最も重要な都市で、多くの職場がある。公式統計によれば、2018年6月30日現在、13,520人の社会保険支払い義務のある就労者がロール・アム・マインの企業で働いていた。これに対して、この街に住む社会保険支払い義務のある就労者は6,400人であった。従って、他の街からこの街への通勤者は、この街から他の街への通勤者よりも7,120人多い計算となる。2018年の失業者数は177人であった。2016年の農家は42軒であった。

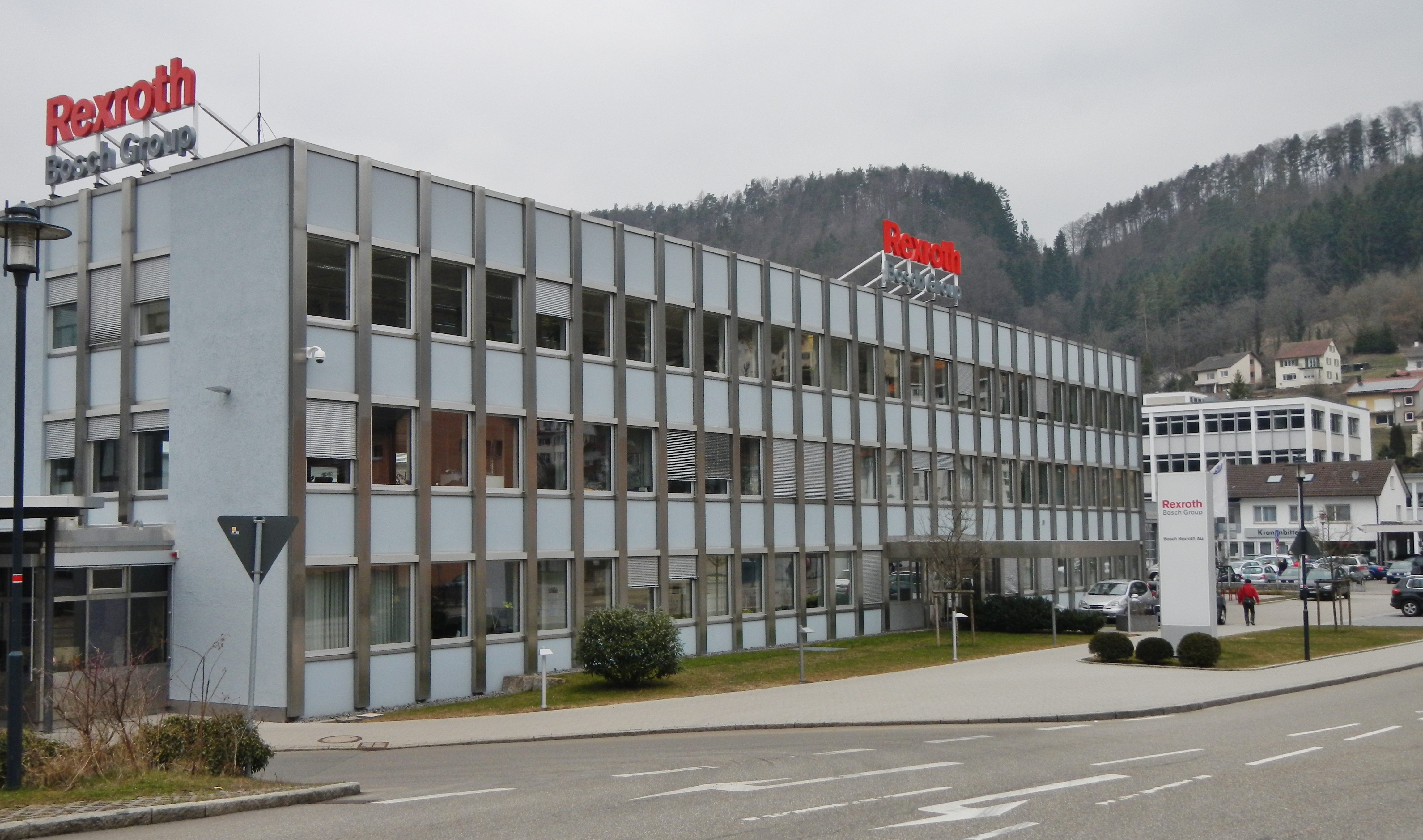
ロート・アム・マインのボッシュ・レックスロート

### 地元企業
重要な雇用主には以下の企業がある。
- ボッシュ・レックスロート AG（水圧・油圧装置、オートメーション工学）ロールで約5,400人を雇用している（2017年初め）。
- ベツィルクス病院ロール（精神病学、精神療法学、精神身体医学）職員数607人
- ロール病院（マイン＝シュペッサルト病院の一部）職員数450人
- ゲレスハイマー・ロール GmbH（ガラス製品）職員数350人
- ニコラウス・ゾルク GmbH & Co. KG（ガラス加工および付属品）ロール工場の職員数は約200人
- ヴァルター・フンガー KG（指圧・油圧コンポーネント）職員数160人
- OWI オスカー・ヴィンクラー GmbH & Co. KG（木製、合成樹脂製パーツ）職員数120人
- この他に様々な木材加工業者がある。

ロール・アム・マインは昔から森が豊かな場所である。新しい、完全に説得力のある説によれば、この森の所有権は10世紀にロールの教会区組織（当時は聖マルティン教区）に寄贈され、様々な土地領主を経て市の所有となった。森林面積は 4,000 ha を超える。これは、バイエルン州ではアウクスブルクに次いで2番目に大きな森林を所有する自治体である。ロール市の森は、自然に即した林業作業共同の基本規則に基づき手入れがなされた広葉樹の混交林である。2000年からロール市の市の森は、森林管理協議会の基準により認証されている。

### 交通

#### 航空
フランクフルト国際空港は、ロール・アム・マインから約 85 km の距離にあり、連邦道 B26号線とアウトバーン A3号線を使って行くことができる。

#### 鉄道
ヴュルツブルクからゲミュンデンに通じるマイン＝シュペッサルト鉄道は、アシャッフェンブルク - フランクフルト・アム・マインへの過程で、ロールでマイン川の谷を渡り、シュペッサルト山地を横断する。
2006年に高速鉄道ニュルンベルク - インゴルシュタット - ミュンヘン線が開業し、ミュンヘン行きの旧インターシティーや旧インターレギオの直通列車は、当初はヴュルツブルク行きのレギオナルバーンに、その後ニュルンベルク行きのレギオナルエクスプレスに置き換えられた。最寄りのICE-停車駅はアシャッフェンブルクとヴュルツブルクにある。
高速鉄道ハノーファー - ヴュルツブルク線が短い区間ではあるが市域の東端をミュールベルクトンネルで南北に通っている。市域内には、シェーンライントンネルを使ったナンテンバッハ・カーブの一部区間も存在する。
鉄道ロール - ヴェルトハイム線は、単線、非電化、標準軌の、ロール駅からロール・シュタット駅を経由してヴェルトハイムまでの鉄道路線であった。ロール・シュタット駅とヴェルトハイムとの間の旅客運行は1976年5月30日に廃止された。ロール駅からロール・シュタット駅までの区間も1977年5月22日に旅客運行を停止した。この路線は専ら貨物輸送に用いられている。ロール駅は2019年2月以降、時刻表に掲載されていない。
ゲレスハイマー社への鉄道施設はドイツ鉄道によって撤去された。しかしローデンバッハ方面への鉄道の路線跡は現在も観られる。ロールの郡立病院の新病棟建設を考慮して、ロール駅からロールシュタット駅までの区間を、再開する計画が進行している。これに伴い、工業地区の建設も計画されている。
かつてのロール・シュタット駅は、飲食店として利用されている。

#### 道路
ロールは連邦道 B26号、B276号、および州道 St2435号、St2315線沿いに位置している。最寄りのアウトバーンは A3号線（ミュンヘン - ヴュルツブルク - フランクフルト/マイン）のヴァイバースブルン・インターチェンジ、ヘスバッハ・インターチェンジ、マルクトハイデンフェルト・インターチェンジ、A7号線（ヴュルツブルク - カッセル）のハンメルブルク・インターチェンジである。

#### 水路
マイン川は、一級連邦水路であり、シュヴァインフルト水路・航行局が管轄している。

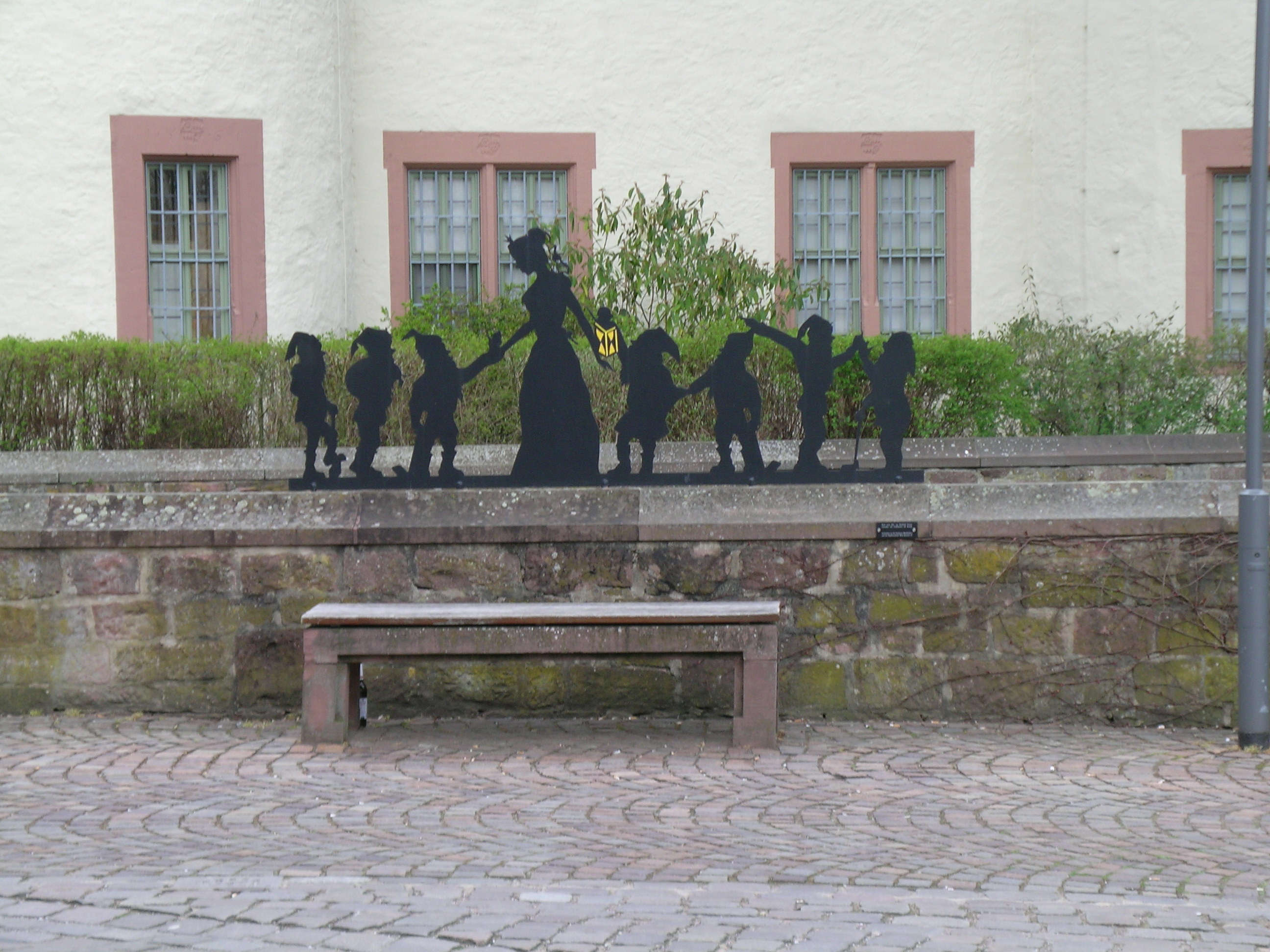
ロール城前の白雪姫と7人の小人

### 観光コンセプト「白雪姫の街」
ロールの薬剤師で薬剤史研究者のカール・ハインツ・バーテルスと、ロール生まれの彼の友人である博物館館長ヴェルナー・ロイプルと靴職人マイスターのヘルムート・ヴァルヒは、1985年と1986年に、彼らの故郷とその周辺のシュペッサルト山地にメルヘン「白雪姫」のゆかりの地であることを示す標識を設置した。バーテルスは、白雪姫に歴史上のモデルがいるとすれば、それはロールの女性に違いないという説を唱えている。彼はその著作「白雪姫 − シュペッサルトの寓話学」で「寓話学の学術的手法」、すなわち「歴史的事実によって証明し、精確に配置する」によりこの説を根拠づけている。
ロールを「白雪姫の街」と称し始めることで、市はこの説を観光コンセプトに取り込んだ。2012/13年から、シュペッサルトのA3号線沿いに立てられたアウトバーンの標識には「白雪姫の街」と記されている。市と郡は、このテーマに沿った様々な観光の機会をもうけている。たとえば、ロール城のシュペッサルト博物館には「喋る鏡」などの展示品がある。「白雪姫の遊歩道」も設けられた。この遊歩道は、かつての鉱山集落ビーバーの「7人のこびと」までシュペッサルトの山中を、ロールの「寓話学者」が提唱する白雪姫の逃走ルートをたどる。地元の「白雪姫」サークルは、それまで以上に街の景観に童話の人形を根付かせることに寄与している。
「白雪姫がロールに魔法をかける」というモットーで開催された2013年の市の芸術家コンクールで、樹木のような外観の抽象的な像のデザインが1位を受賞した際、公共のスペースに設置する芸術作品として受け容れることについて論争が起こった。約10万ユーロという推定制作費と像の外観の両面から、多くの市民や市議の拒絶反応が起こった。

#### カール・ハインツ・バーテルスのロールの白雪姫
カール・ハインツ・バーテルスの説によれば、白雪姫のモデルは1725年頃にロールで生まれたマリア・ゾフィア・マルガレータ・フォン・エルタールである。彼女はグリム兄弟によってメルヒェンが書かれる少し前になくなった。彼女の父親フィリップ・クリストフ・フォン・ウント・ツー・ルタールは、1719年から1748年までロールにおけるマインツ選帝侯領の官僚で、選帝侯の使節として旅することが多かった。そうした職にあることから彼はヨーロッパ全土の皇帝や王族と交流し、そのためエルタール家はロールで王族のように振る舞っていた。マリア・ゾフィアは、その賞賛に値する資質によって、ほとんどおとぎ話の王女の理想像へ美化された。
家門の居館はロール城であった。マリア・ゾフィアの実母が1738年に亡くなった後、1743年に父親はクラウディア・エリーザベト・マリアと結婚した。彼女はフェニンゲン家の夫を失った未亡人で、実家の家系からライヒェンシュタイン女伯であった。また、プファルツ選帝侯の宰相となるカール・フィリップ・フォン・フェニンゲンの母親でもある。彼女は支配欲が強く、先の結婚でもうけた子供のために自らの立場を利用した。フィリップ・クリストフは滅多にロールにいなかった。この他国への使節として父親が頻繁に不在であることは、テオドール・ルフが指摘する「白雪姫」の王が「奇妙に影が薄い」役割であることを説明している。
白雪姫がロールの女性であるとした重要な証拠が、城内のシュペッサルト博物館に展示されている「喋る鏡」であるとバーテルスは述べている。これはロールのマインツ選帝侯邦有鏡製造所の製品である。この製造所はフィリップ・クリストフ・フォン・ウント・ツー・エルタールの監督下にあった。この鏡はおそらく彼から2度目の妻クラウディアへの贈り物で、ロールの鏡の多くがそうであったように箴言を「喋る」のであった。右上隅にある自己愛 ("Amour Propre") の文字が、物語における継母の虚栄心と結びついているとバーテルスは考えた。
白雪姫が捨てられた「野生の森」は、シュペッサルト山地であり、「7つの山を越える」白雪姫の逃走経路は、「ヴィーゼン街道」と呼ばれる古い街道であるとされる。ロールからこの道で7つのシュペッサルトの山を越えるとビーバー近くの鉱山に出る。「地面に穴を掘る7人のこびと」は、小人症の坑夫あるいは鉱山で働かされていた子供である。継母が踊り続けなくてはならなくなった「ガラの透明な棺」や「鉄のスリッパ」はシュペッサルトのガラス工房や鍛造所で造られたものであった。

### 教育
以下の施設がある
- 保育園: 8園。2019年6月30日現在、合計で定員706人に対して園児数は611人。このうち147人が3歳以下である[57]。
- 基礎課程学校: 4校。ロール・アム・マイン、ザッケンバッハ、ゼンデルバッハ、ヴォムバッハにある。
- 養護学校: 聖キリアン＝シューレ特別教育擁護センター・マルクトハイデンフェルト＝ロール
- 中等学校: グスタフ＝ヴェールニッツ＝フォルクスシューレ・ロール・アム・マイン
- プレパランデンシューレ: 1866年から1923年まで存在した。新人のフォルクスシューレ教師のための基礎教育を行う。合計3,039人が学んだ。
- 実科学校: ゲオルク＝ルートヴィヒ＝レックスロート実科学校[58]
- ギムナジウム: フランツ＝ルートヴィヒ＝フォン＝エルタール＝ギムナジウム。近代語学科と自然科学・技術学科がある[59]。
- 職業学校: マイン＝シュペッサルト州立職業学校。職業訓練学校と専門教育センターを持つ。
- バイエルン森林学学校および、バイエルン森林管理のロール・アム・マイン林業技術学校[60]

その他の教育機関
- IGM-教育機関[61]
- 音楽学校: 市立歌唱・音楽学校[62]
- 市民大学: ロール・アム・マイン市市民大学[63]

### 医療
ロールには、外科、内科、麻酔科、神経科、泌尿器科、眼科、耳鼻咽喉科を備えた郡立病院と、精神科、精神治療、精神身体医学および法医学科を備えたウンターフランケン行政管区のベツィルクス病院がある。

## 文化と見所

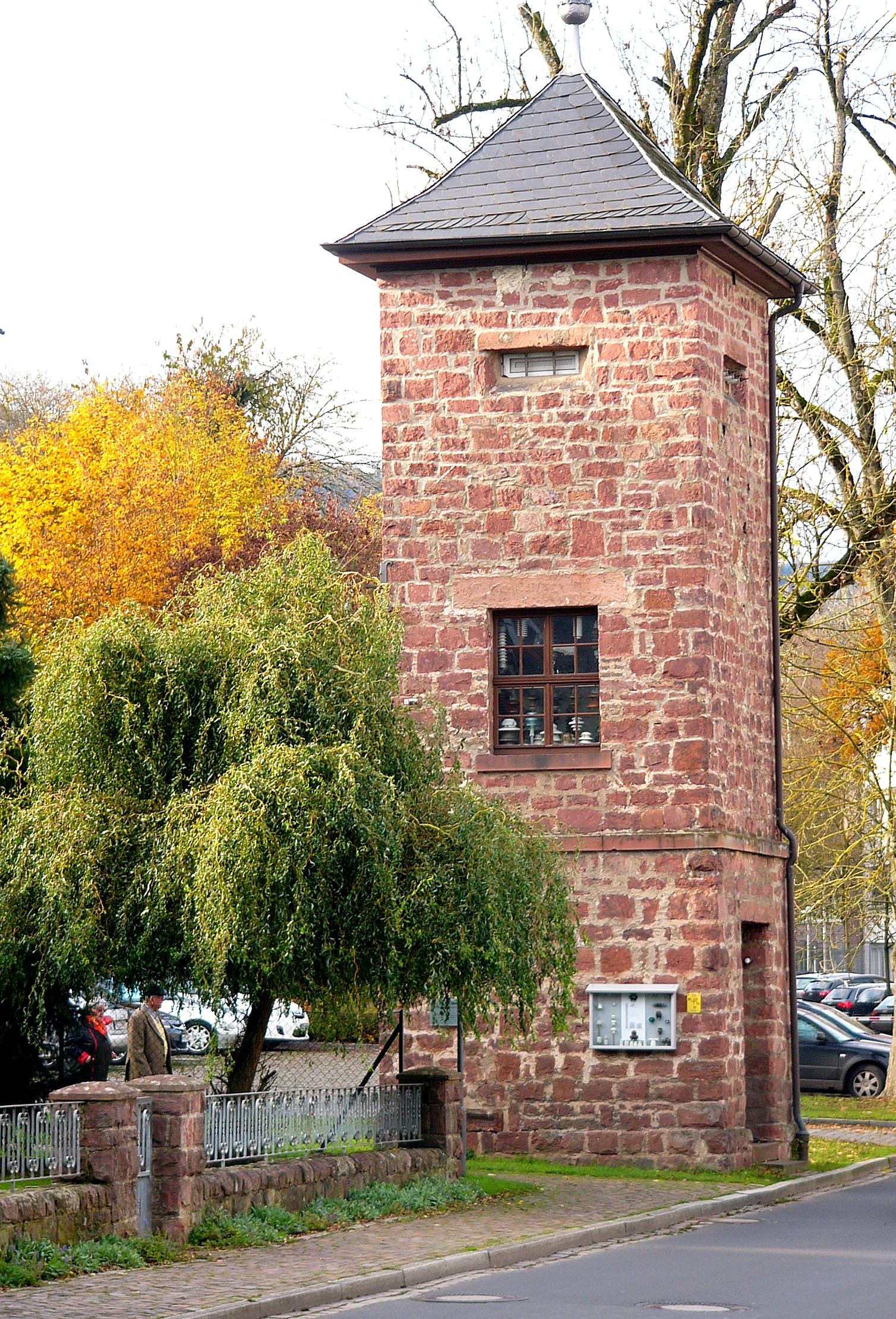
碍子博物館

### 博物館
ロール城にはシュペッサルト博物館が入居している。主なテーマは経済と手工業であるが、シュペッサルト地域の歴史についても紹介されている。ロールのカール・ハインツ・バーテルスが唱える、白雪姫の物語はロール城で生まれたという説に関連して、この博物館には「喋る鏡」などの展示品もある。
ゼンデルバッハ市区には、帝国時代（1871年 - 1918年）や第三帝国時代（1933年 - 1945年）を中心とした学校博物館がある。
碍子博物館は、ハークガッセの保護文化財に指定されている変圧器室にある。ロタール・フォルムヴァルトはあらゆる種類の碍子を製造していた。

### 建築

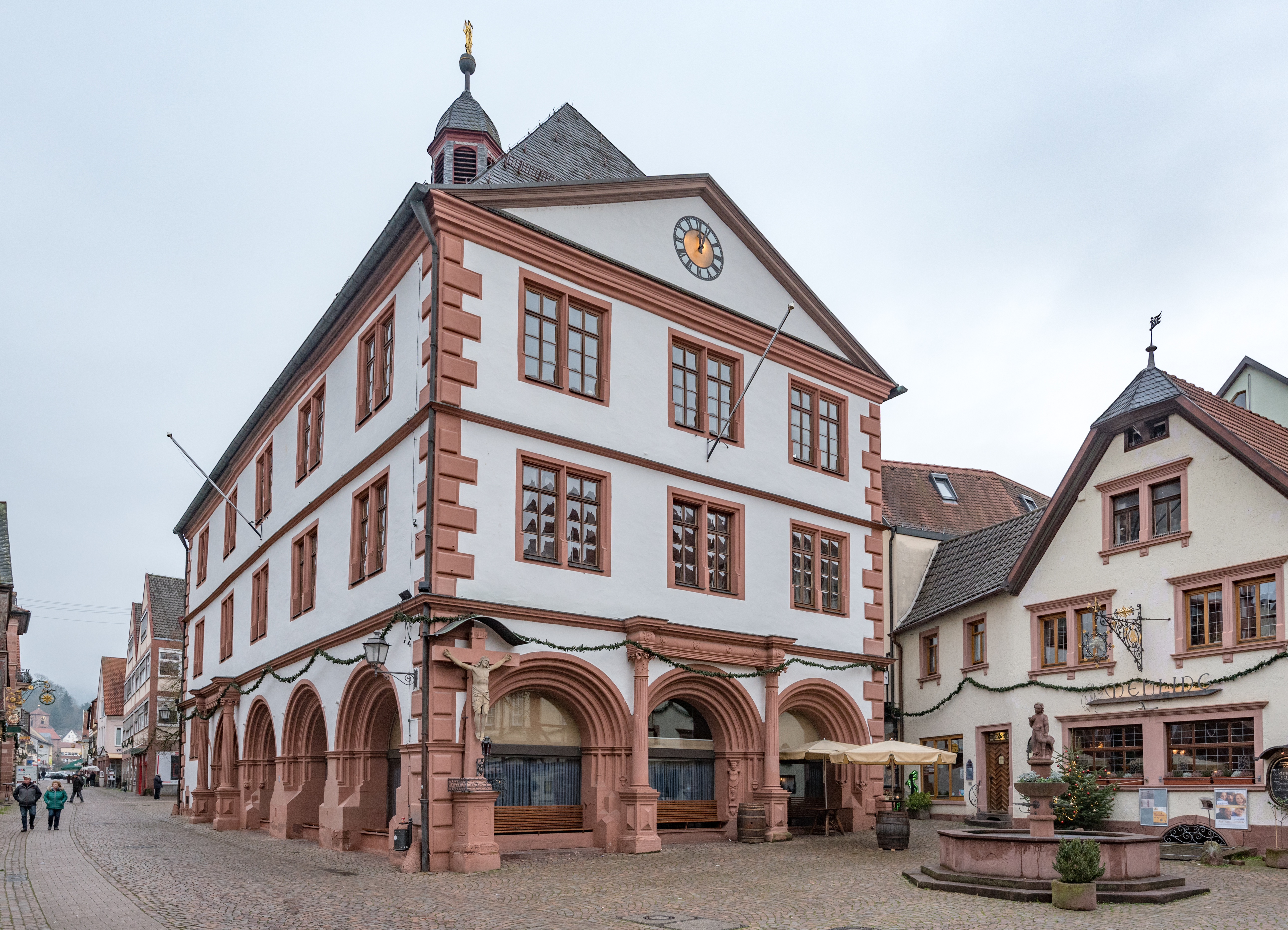
マルクト広場に建つ旧市庁舎

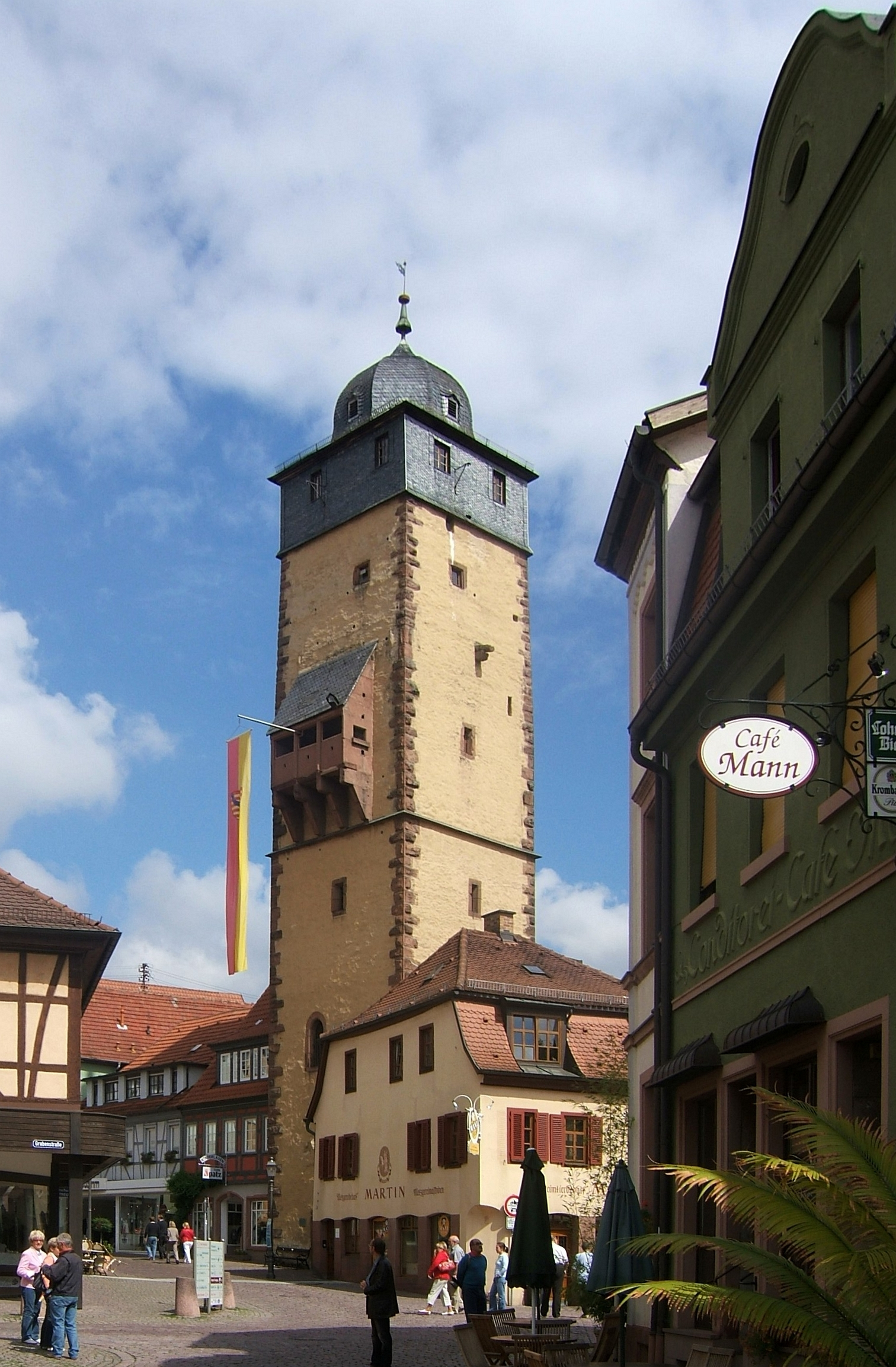
バイエルの塔

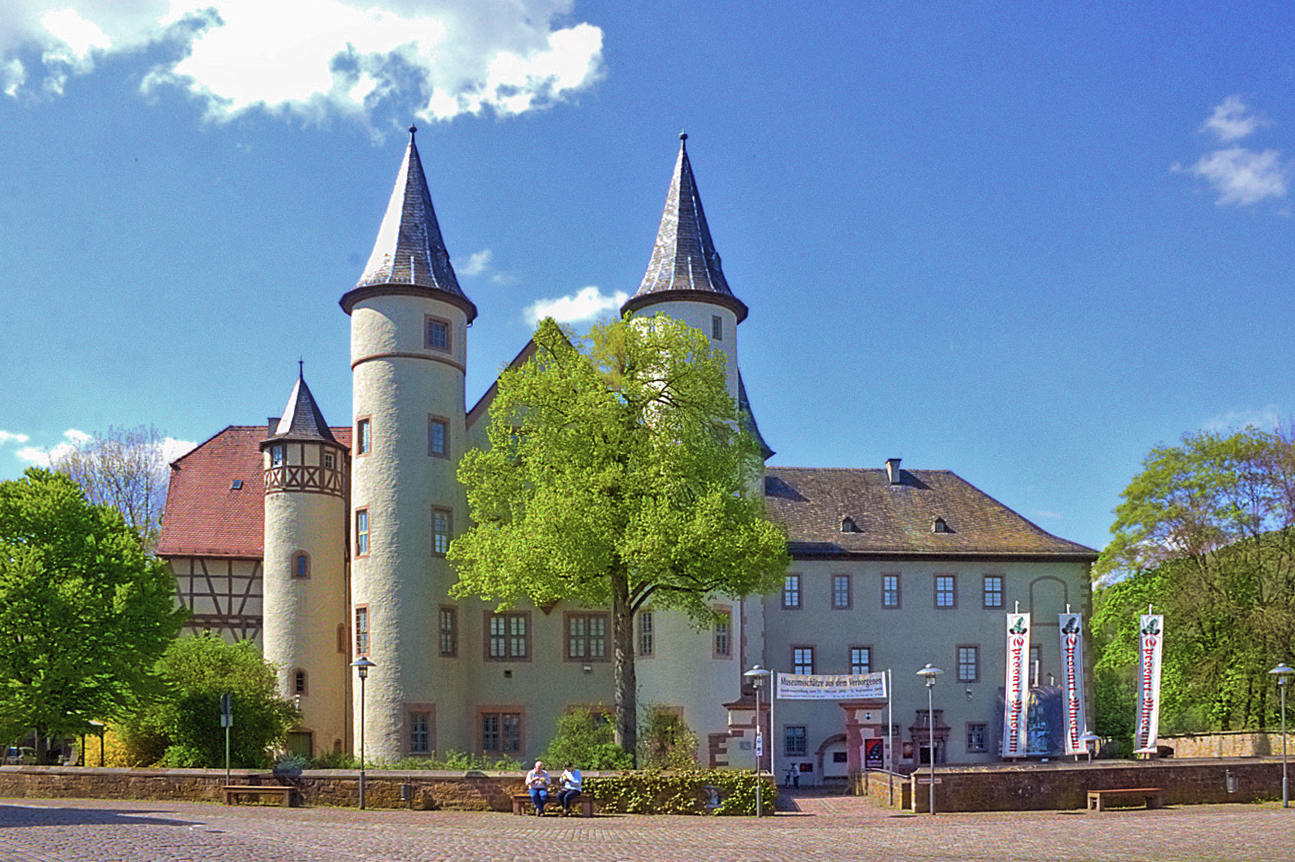
ロール城

中核市区の重要な建築物には、以下のものがある。
- 旧市庁舎（1599年 - 1602年）。1階に、かつてマーケットホールとして利用されていた大きなアーケードを持つ、ミヒャエル・イムケラーによるルネサンス建築。多くのマスクやカリアティードがファサードに取り付けられている。2階の1870/71年の戦争記念のレリーフは、イグナティウス・タシュナー（ドイツ語版、英語版）の初期作品である[70]。
- ロール城。最も古い部分は14世紀にリーネック伯の領主館として建設された。リーネック伯家が断絶した後は、マインツ選帝侯が新たな領主としてこれを引き継ぎ、改築した。フィリップ・クリストフ・フォン・ウント・ツー・エルタールも1719年から1748年までロールにおけるマインツの官吏としてここに住んだ[71]。その後は、裁判所、地方行政の役所、郡役場に転用された。現在はシュペッサルト博物館が入居している。城館広場のかつてマインツ選帝侯の行政機関であった付属建造物は木組み建築の旧ワイン倉庫、旧林学学校、営林署であった。ワイン倉庫は1415年の少し後に建設されたロールで最も古い建物の1つである。
- バイエルの塔（市の塔、1330年 - 1385年）。ロール市の象徴的建造物で、わずかに遺された市壁の遺構である。市壁は19世紀に大部分が取り壊された。
- 聖ミヒャエル教区教会（12世紀 - 15世紀）。後期ゴシック様式の教会堂である。ロマネスク様式の列柱バシリカと中世初期8世紀の先行建築物の基礎壁上に建っている。これは1978年にアルフォンス・ルフの発掘で明らかになった[72]。本堂と離れて建つ鐘楼は1496年に増築された。内装は19世紀に造られた。2014年に大規模な改修工事が行われた。
- ヴァレンティヌスベルクの麓に建つ、1934年完成の復活教会は、1872年建造の福音主義礼拝所および学校を改築したものである。祭壇画の「キリストの復活」と本堂側面の絵画は、マテウス・シーストルの最後の大作である。

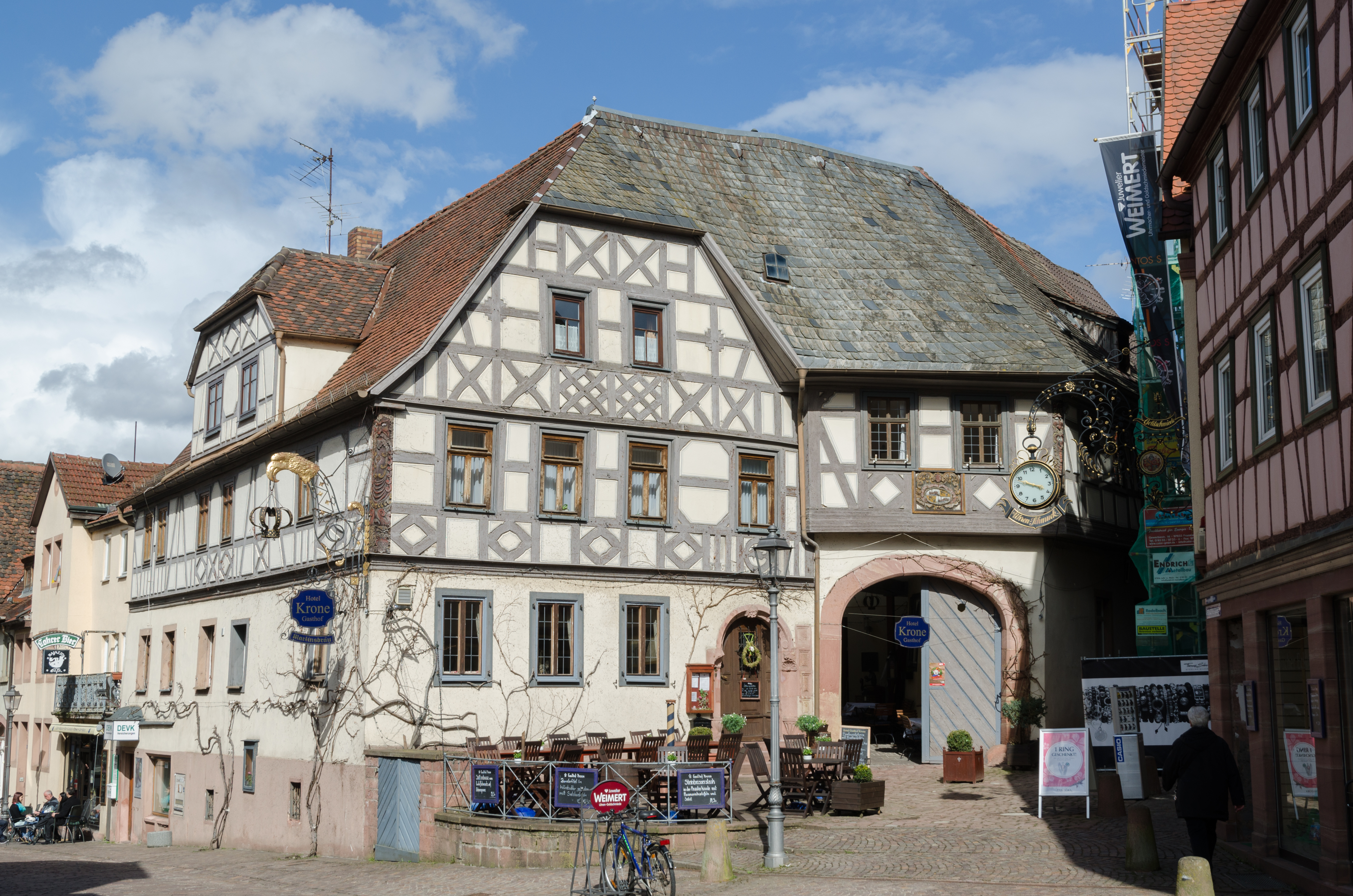
旅館「クローネ」

ウンテーレ・アルトシュタット（旧市街、ハウプト通りといくつかの通り）は、フランケン様式の木組み建築が建築学的に密集したアンサンブルを形成している。その最大の建築物が、1567年に最初の記録が遺る旅館「クローネ」（ロールトーア通り2番地）である。1589年建造の玄関を持つ、保護文化財に指定されているこの立派な建物は、ロール旧市街で現在も営業を続けている唯一の歴史的な旅館である。この他の印象的な木組み建築としては、ハウプト通り2番地のエックハウス（1559年建造）、ハウプト通り3/5番地の後期ゴシック様式の2軒続きの家、マウラフフェネック（トゥルム通りの角、1589年建造）、「マラーヴィンケル」と呼ばれる建築群（ハウプト通り19-27番地）、ハウプト通り/アポテーカーガッセの角に建つマリエン薬局（1735年頃から。それ以前は1560年頃から旅館「ツーム・オクゼン」であった。）などがある。この他にも出窓や彫刻装飾を持つ建物が何棟かあり、現在はオフィス、カフェ、レストランなどに利用されている。ウンテラー・マルクト広場（ハウプト通り/ブルネンガッセの角）には中世の泉の代わりに現在はメルヘンの泉（ヘルマン・ムルハインにより1936年に建造。「兄と妹」をモチーフにしている。）
歴史的なフィッシャーフィールテル（漁師街）にも中世の木組み建築が存在している（フィッシャーガッセ15+17番地の1786年建造の建物がその好例である）。マイン川沿いの漁師のツンフトを記念した建造物がヘルムート・ヴェーバーによる砂岩製の漁夫の泉（1983年建造）である。この泉には、水から一杯の網を引き上げる、髭を生やしたがっしりとした体格の男性が表現されている（フィッシャーガッセ/ムシェルガッセ）。
マイン川には、1875年から旧マイン橋が架かっていた。上部構造のための高額の費用は、バルトロメウス・タシュナーはじめ裕福なロールの石工が負担した。バルトロメウスは、彫刻家でイラストレーターのイグナティウス・タシュナーの父親である。その100年後に、古いアーチ橋に次ぐ2本目の、全長 417 m のプレストレスト・コンクリート橋「新マイン橋」が架けられた。
中核市区の外側、現在のボッシュ・レクスロートAGの敷地に、選帝侯ロタール・フランツ・フォン・シェーンボルンは、マインツ選帝侯立ロール鏡工場（1698年 - 1806年）を設立した。近代的に改装された建物もあるが、その建築群は現在もはっきりと見ることができる。その東側に掲げられた選帝侯フィリップ・カール・フォン・エルツ＝ケンペニヒの立派な紋章石は1732年の大規模な改築工事を示している。この工場は、最盛期には豪華な「ロールの鏡」でヴェネツィアのライバルとされ、ロールを世界中に知らしめた。鏡の輸出先はインドやアメリカにまで及んだ。これによりロールは300年にわたる工業史を振り返ることができる。
この他のロールの重要な見所として以下のものがある。
- シュタインバッハ城。ヴュルツブルクの司教領主クリストフ・フランツ・フォン・フッテンの庭園付きのバロック城館で、1725-1728年にバルタザール・ノイマンの設計に基づき建設された。
- マリアブーヒェン修道院

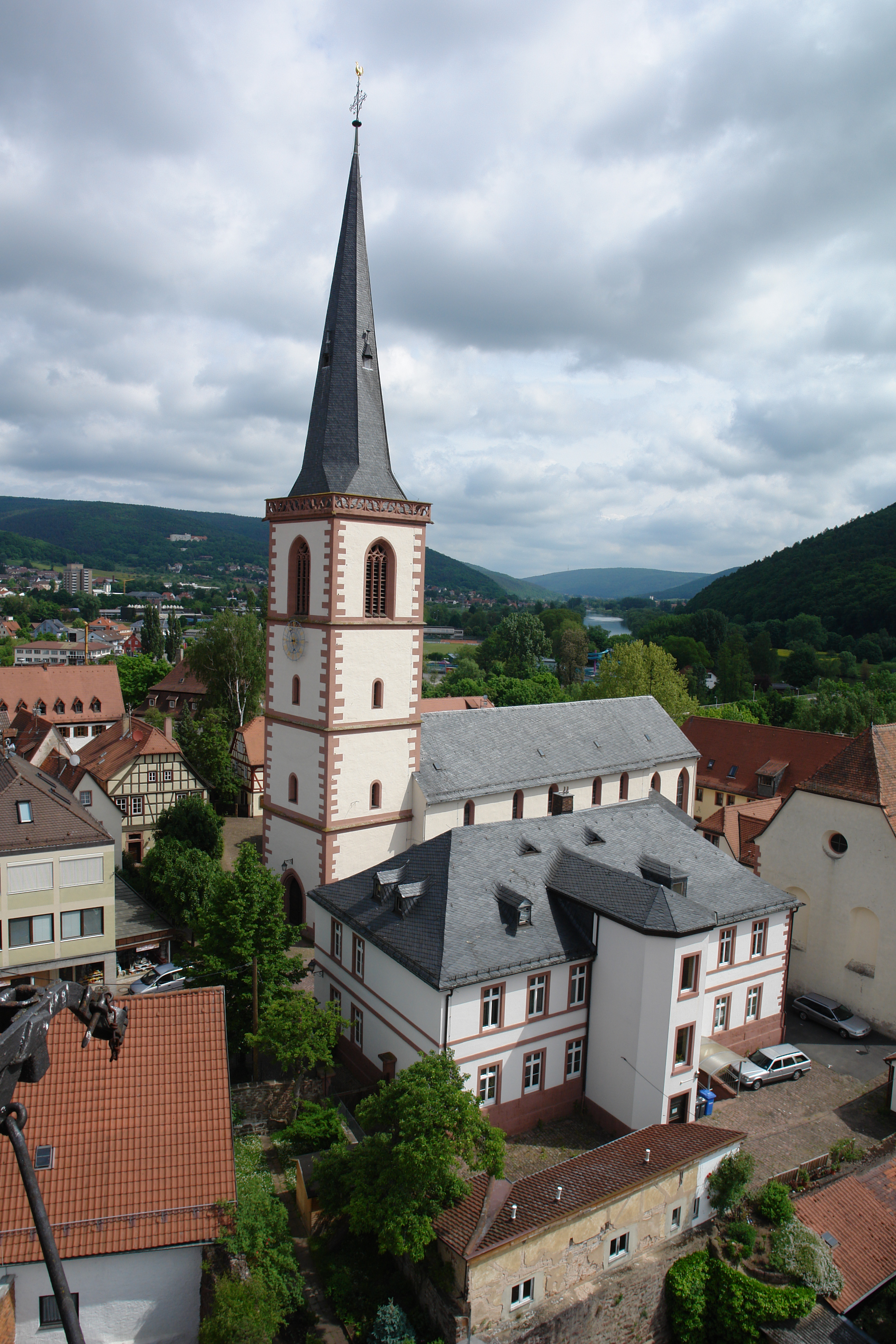
聖ミヒャエル教区教会
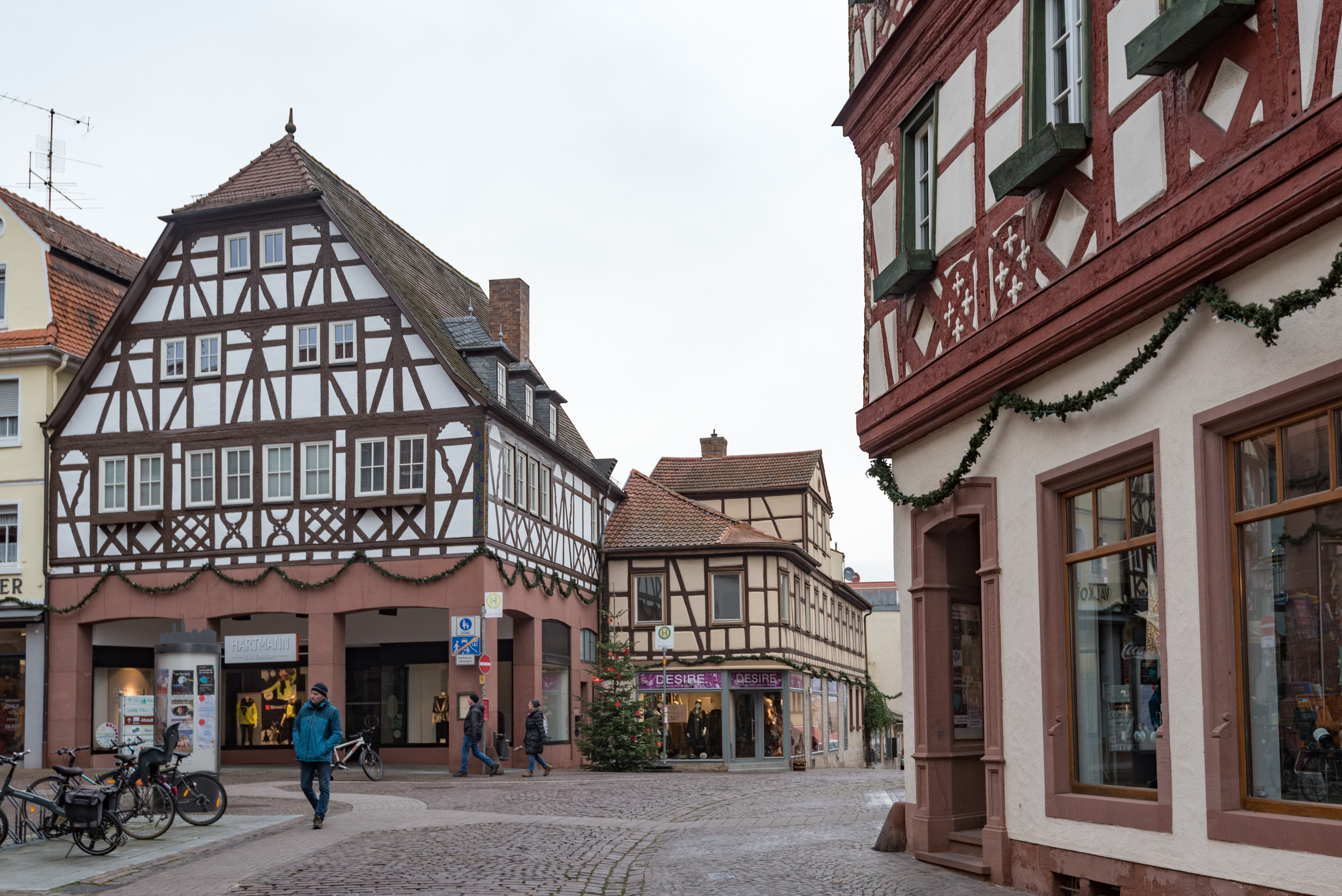
ハウプト通り2番地
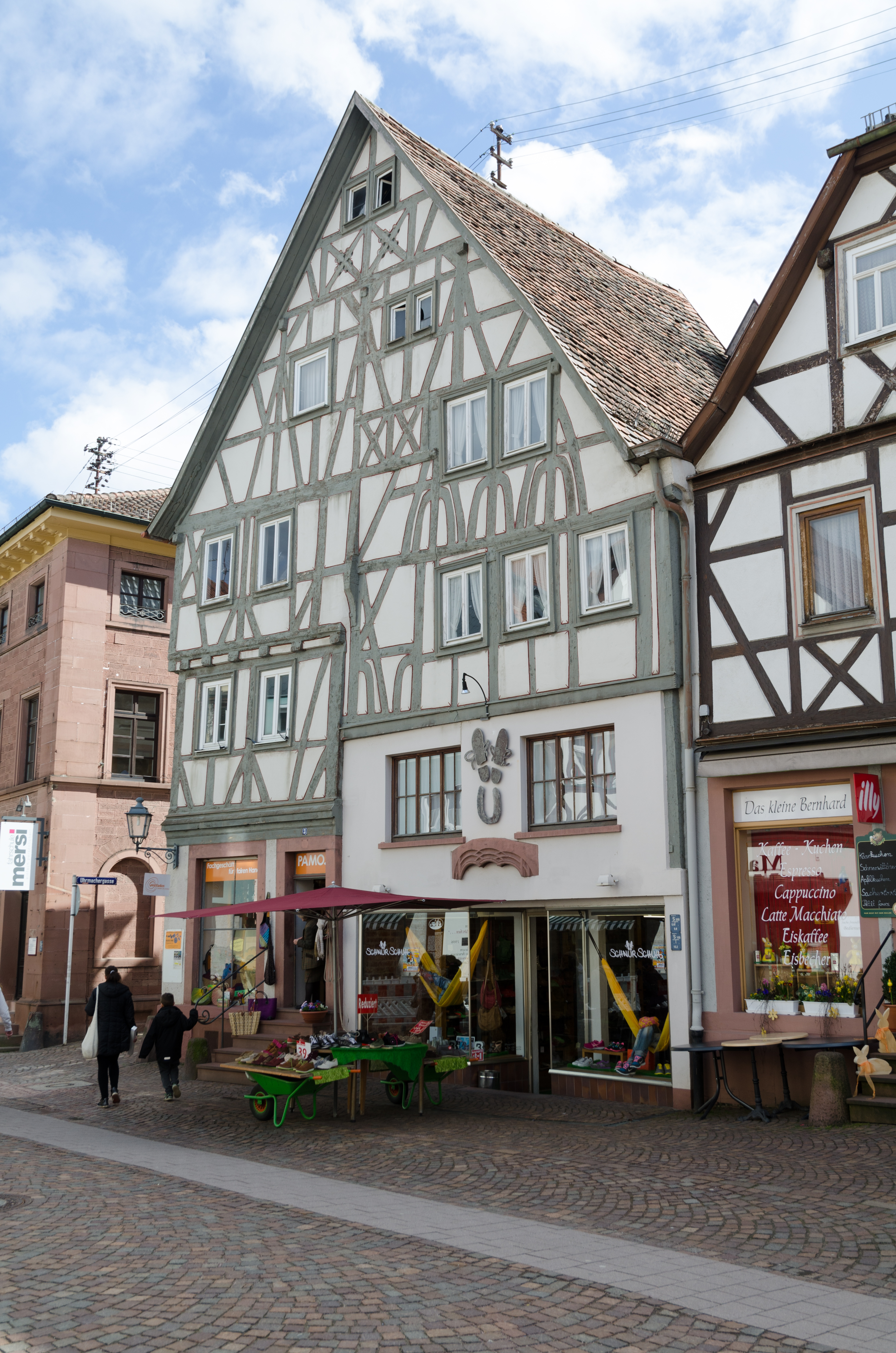
ハウプト通り3/5番地
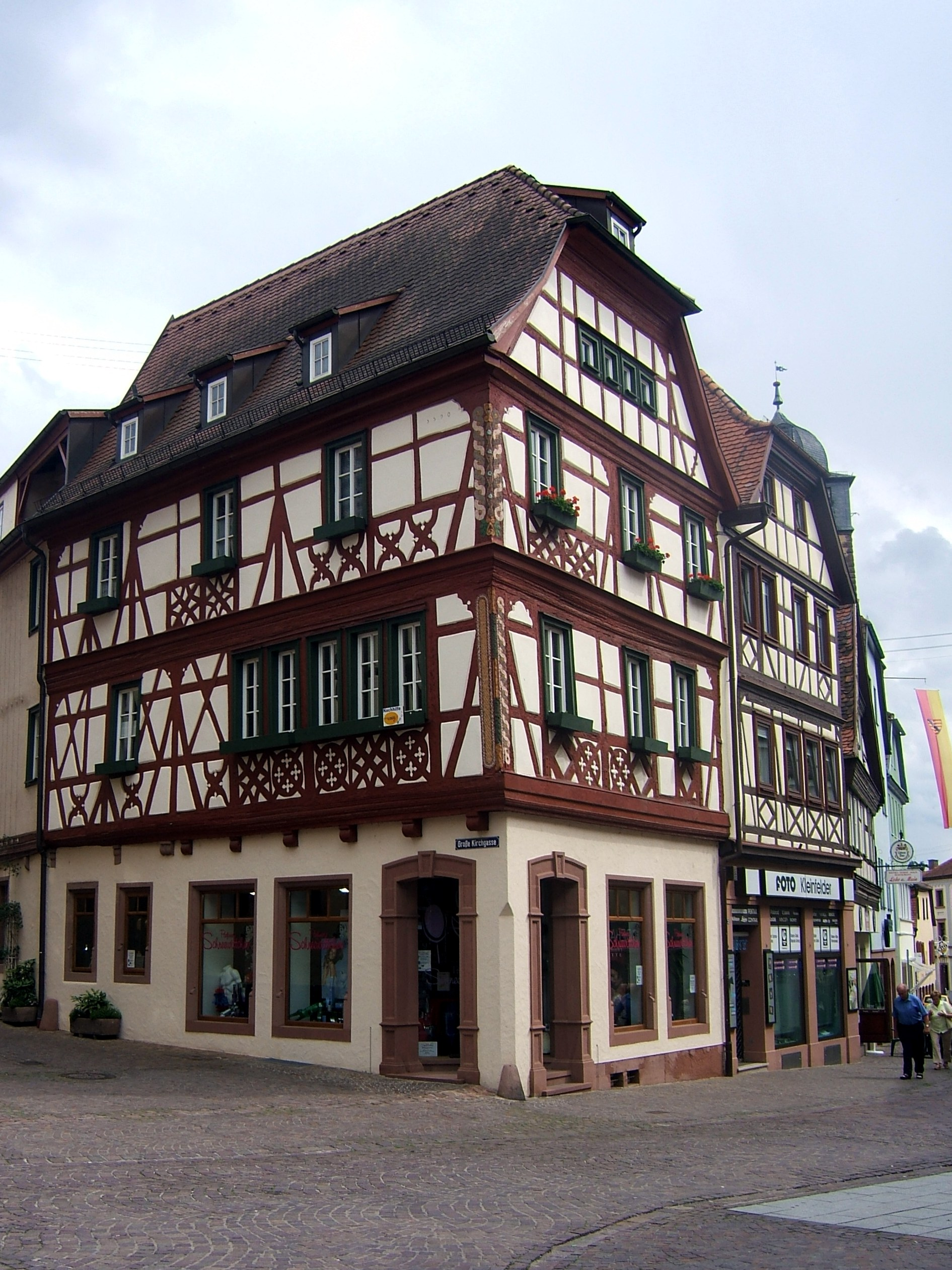
マウラフフェネック
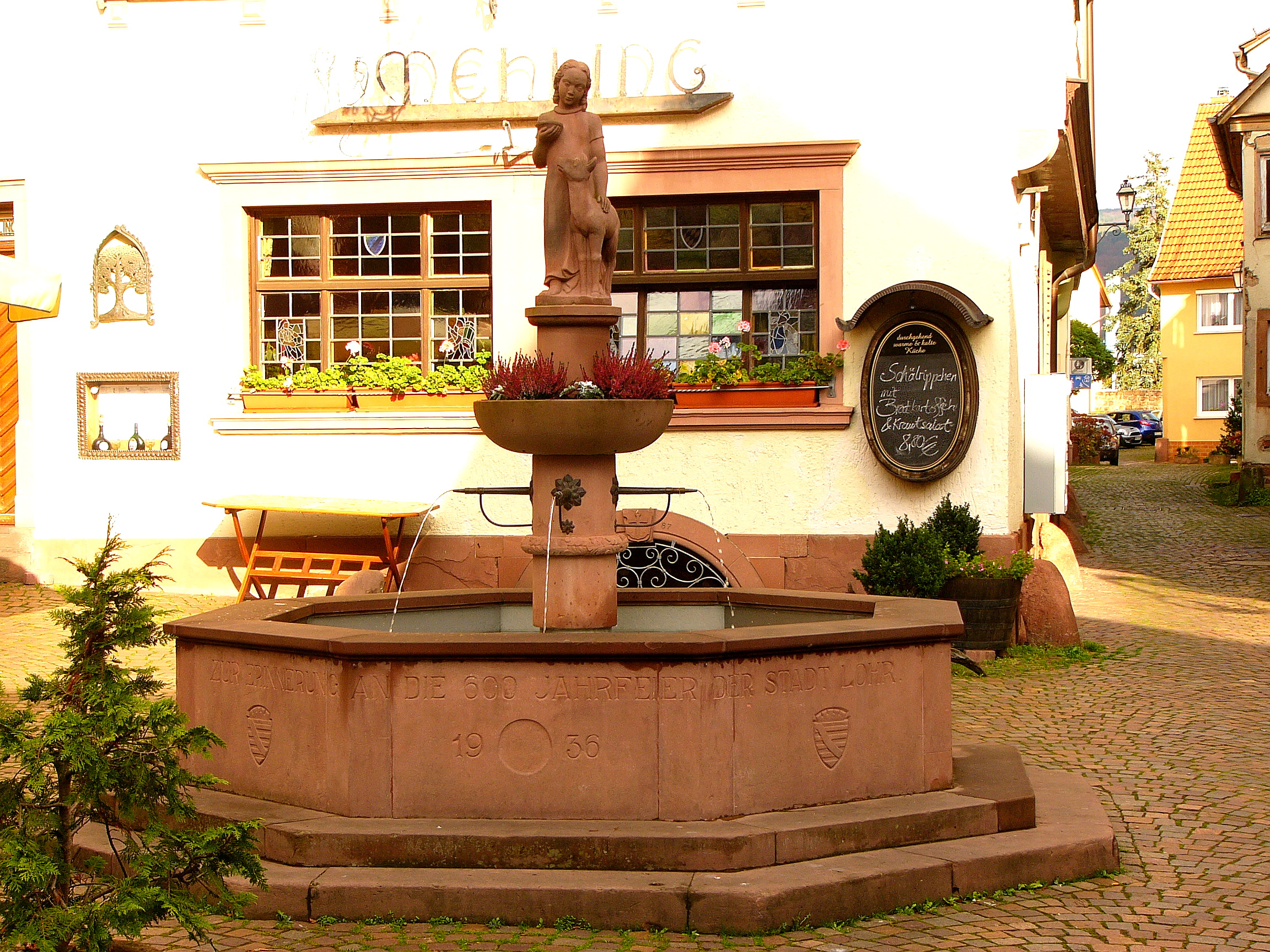
メルヘンの泉
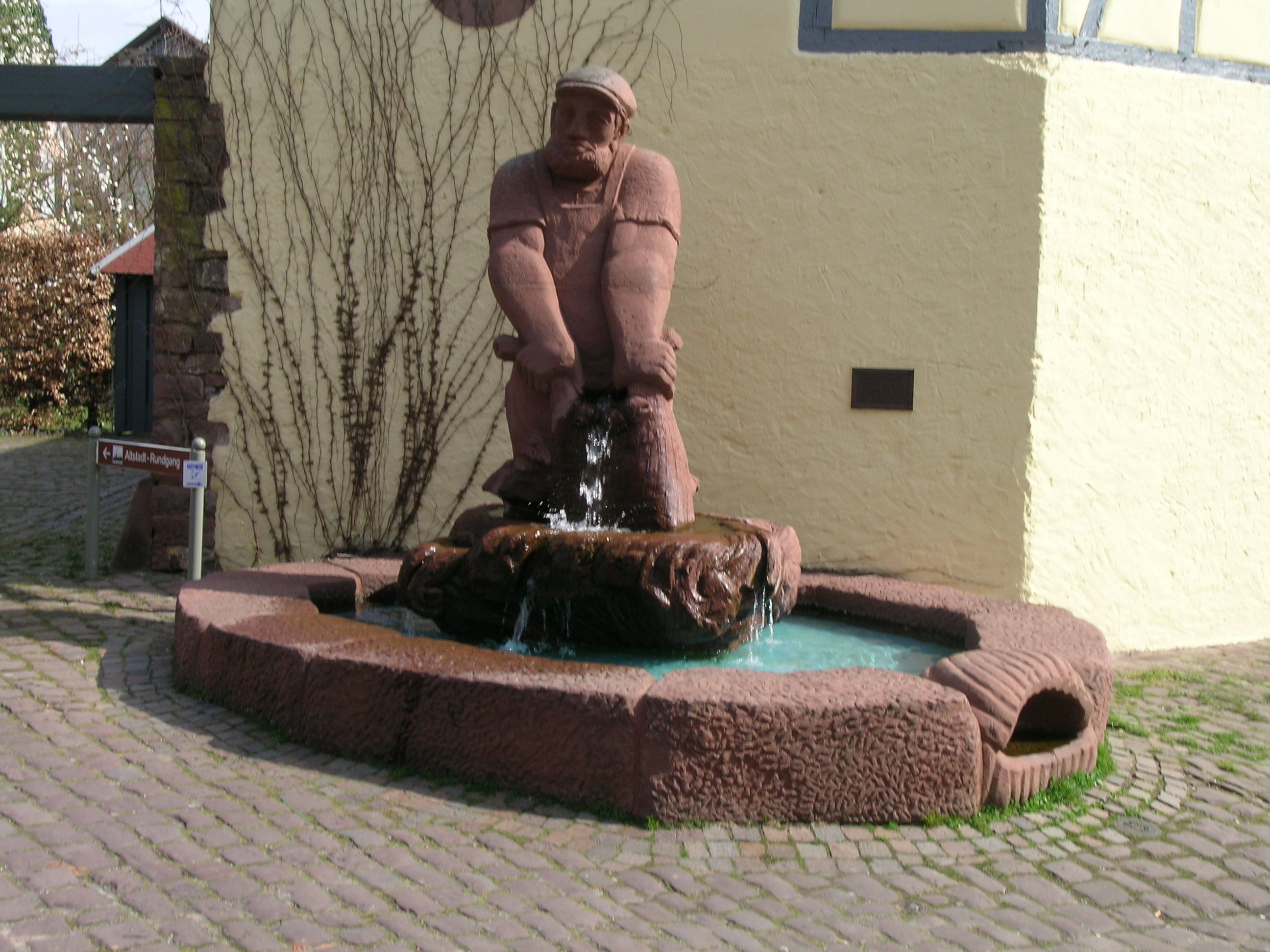
漁夫の泉
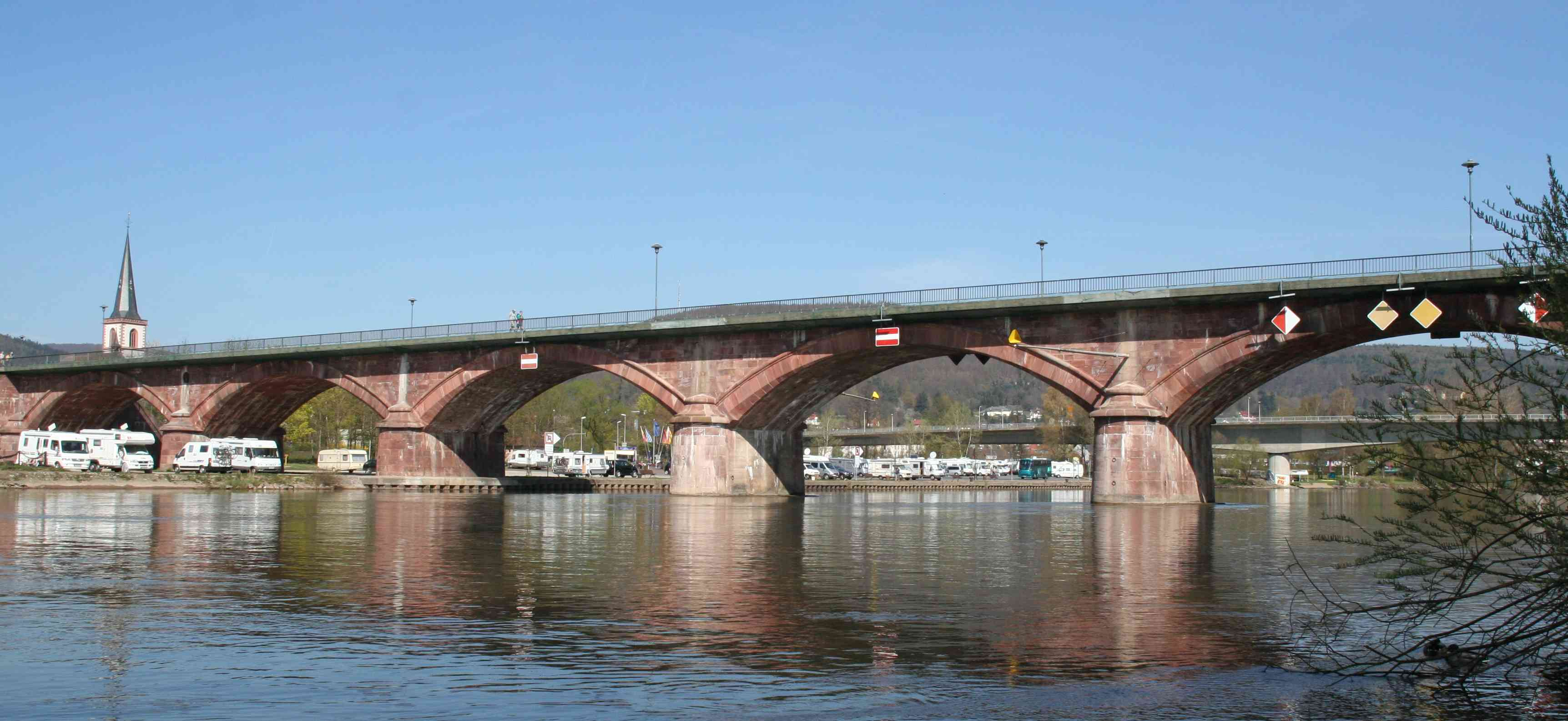
旧マイン橋
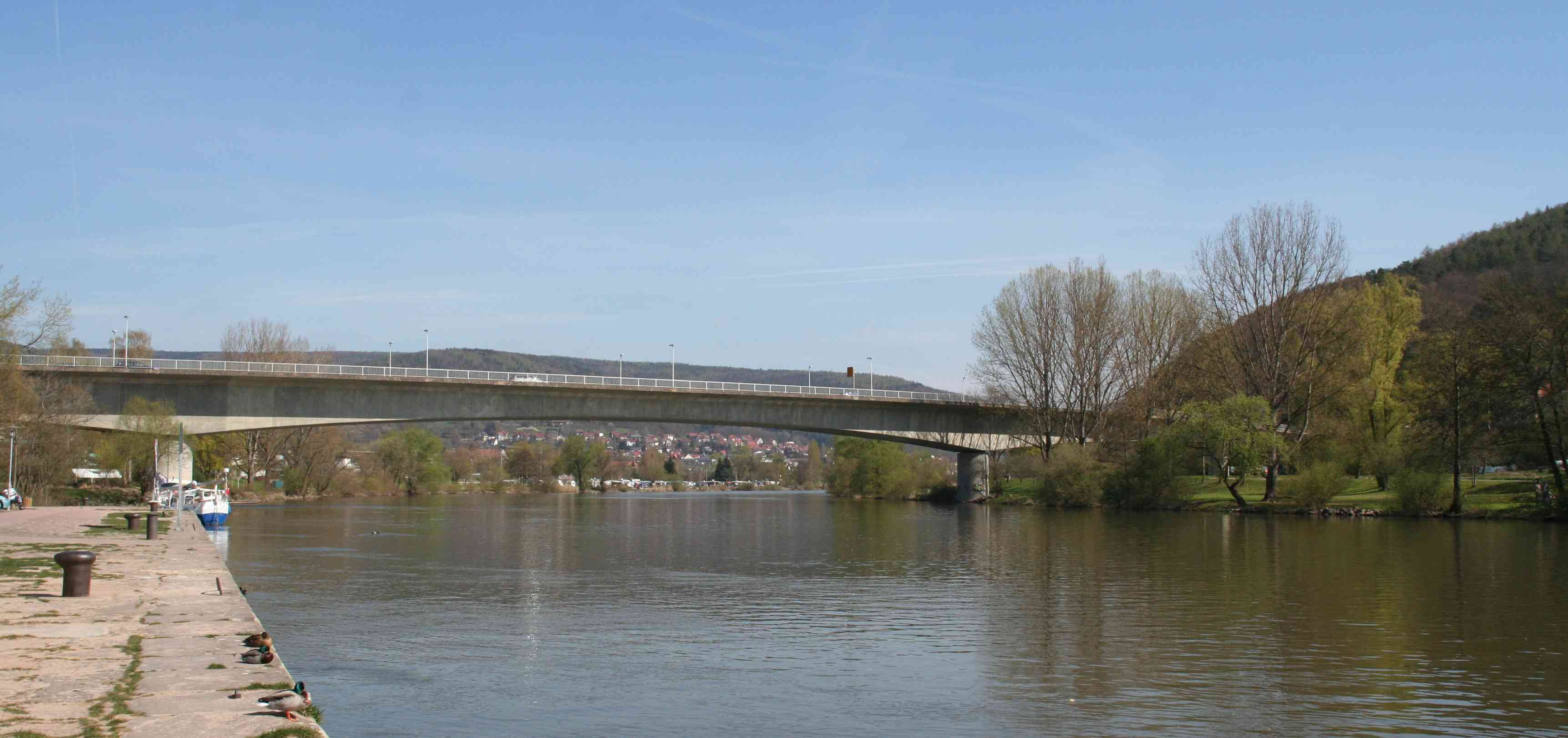
新マイン橋
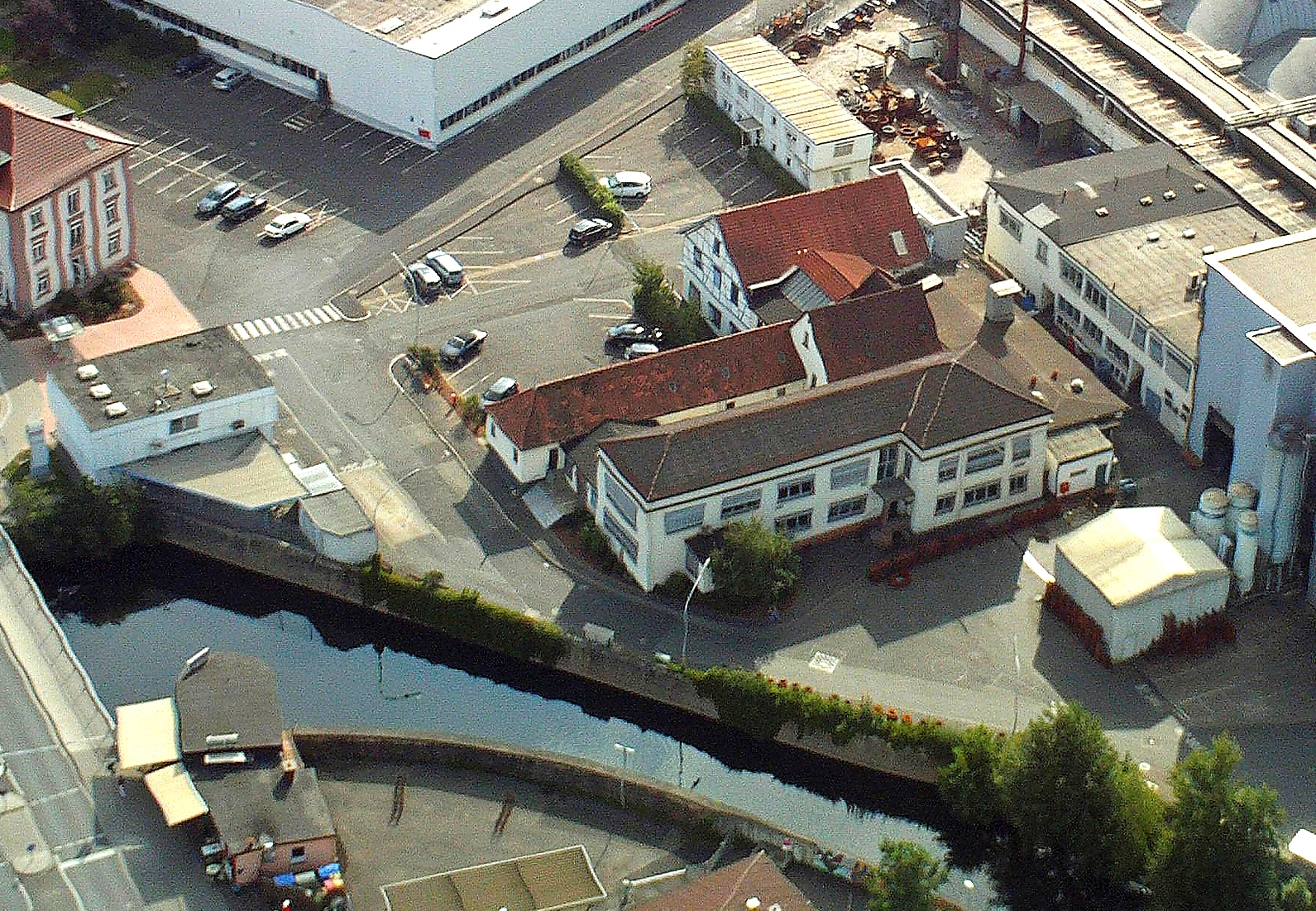
旧鏡工場
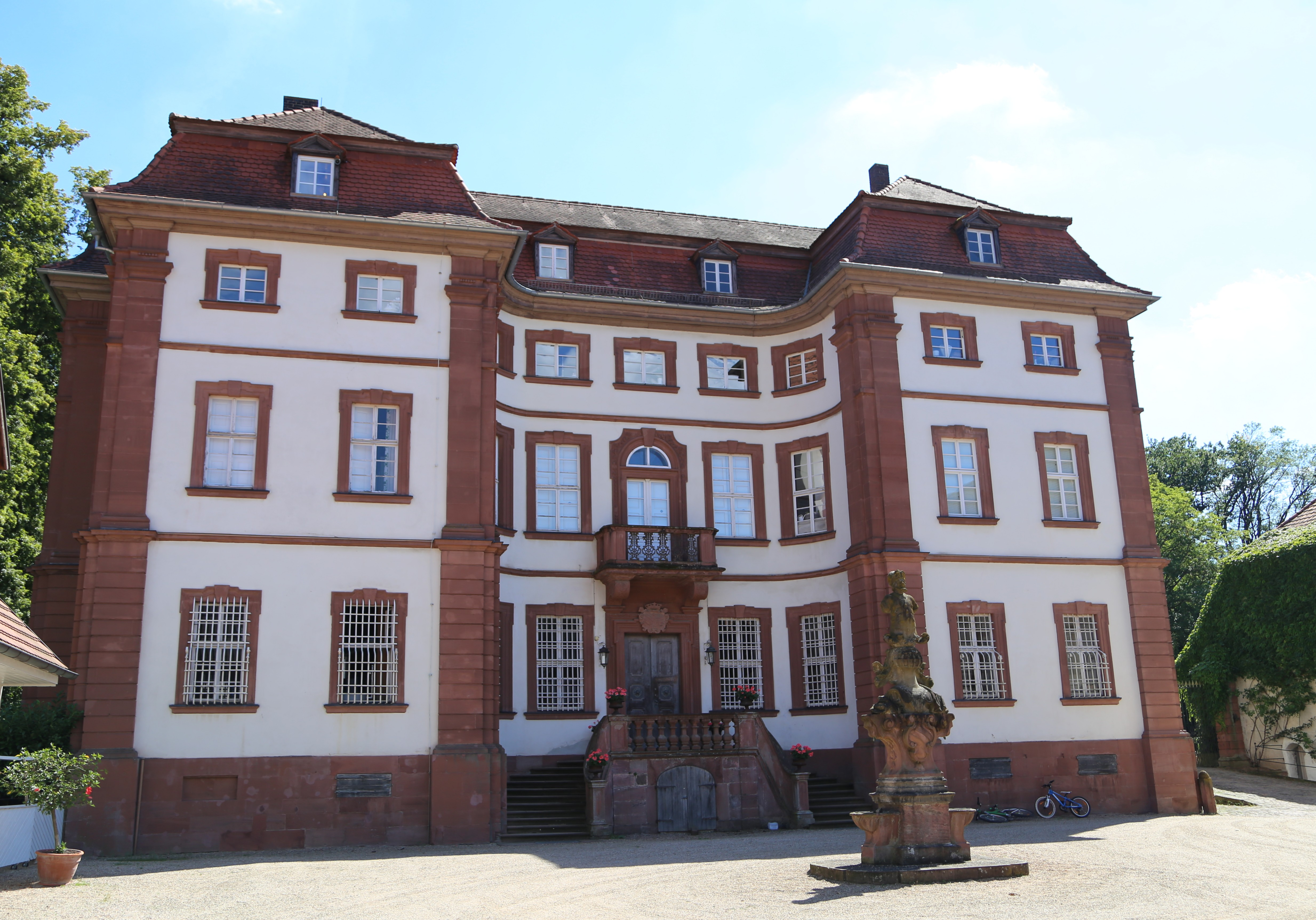
シュタインバッハ城
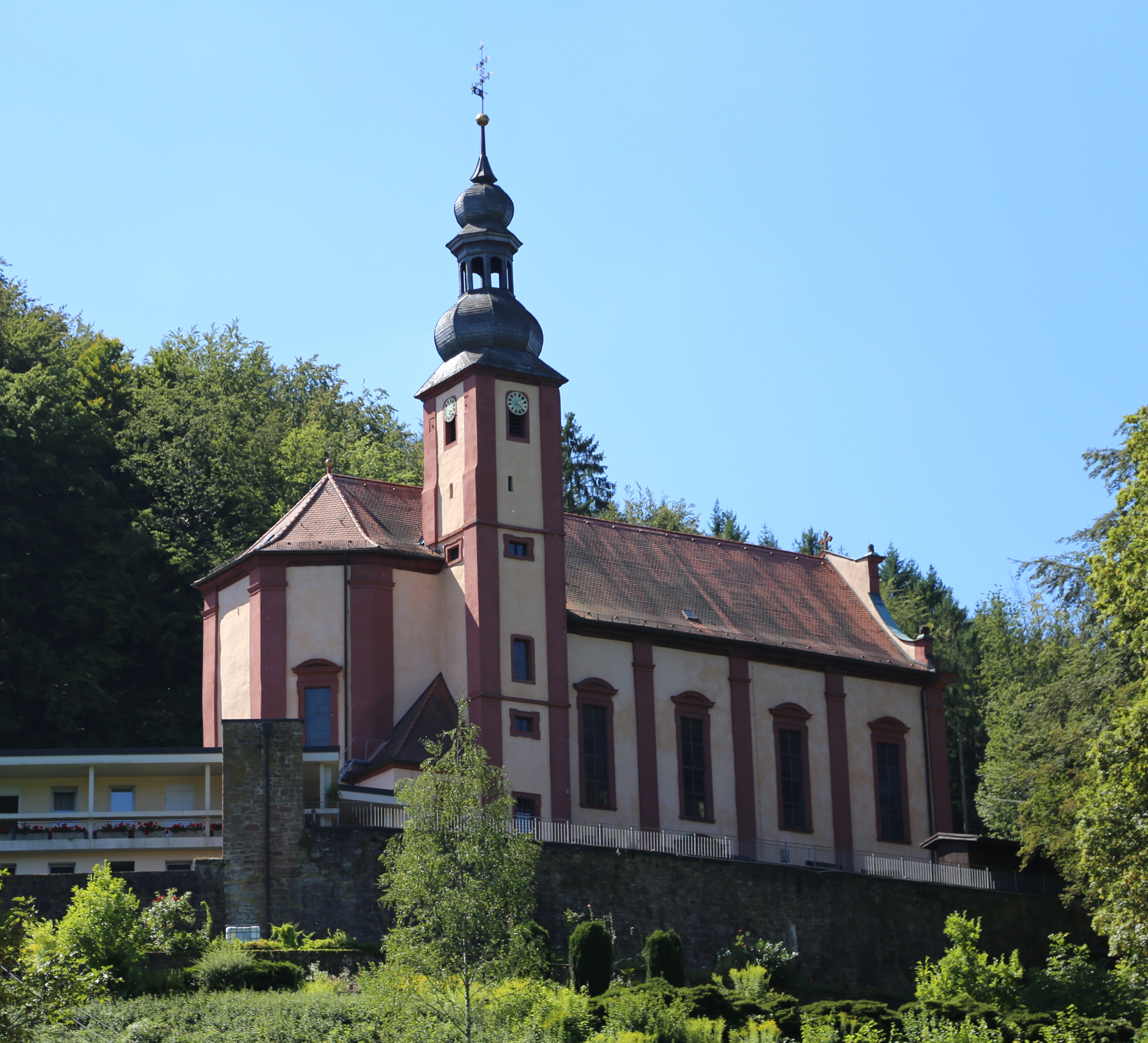
マリアブーヒェン修道院

### 年中行事
1666年から行われている習慣「ローラー・ビュルガー」はペストの誓いに由来する。これは、毎年聖ロクスの日（8月16日）に、市の高台ヴァレンティヌスベルクのヴァレンティヌス礼拝堂へパレードが行われ、至聖の三位一体の栄光に捧げる礼拝が行われる。
「ウンター・シュペッサルトゾンマー」は、一連の祝祭と文化イベントのシリーズである。ロールのダンスフェスティバル、旧市街祭、シティーフェスティバル、クリンゲンデス・ロールが含まれる。
8月1日前後の10日間にわたって開催される「シュペッサルト祝祭週間」は特に重要である。ライブ演奏がなされる4500席のビールテントと、マイン川河畔の2000席のビアガーデンがイベントの中心で、乗り物のある移動遊園地や大規模な花火がそれを取り囲む。シュペッサルト祝祭週間には約10万人が訪れる。
ロールといくつかの市区では、キャバレーやアマチュア演劇の上演が行われる。

## 人物

### 出身者
- フランツ・クリストフ・フォン・フッテン・ツーム・シュトルツェンベルク（ドイツ語版）（1706年 - 1770年）シュパイヤー司教領主
- フランツ・ルートヴィヒ・フォン・エルタール（ドイツ語版、英語版）（1730年 - 1795年）ヴュルツブルク司教領主、バンベルク司教領主
- ヨーゼフ・ケート（1870年 - 1936年）政治家、法学者
- ヘルマン・ヨーア（1960年 - ）アクション映画会社「アクション・コンセプト」のオーナー経営者
- ナディネ・アンゲラー（1978年 - ）女子サッカー選手
- ニコライ・ミュラー（1987年 - ）男子サッカー選手
- マクシミリアン・ブランドル（1997年 - ）マウンテンバイク選手

### ゆかりの人物
- フリードリヒ・カール・ヨーゼフ・フォン・エルタール（ドイツ語版、英語版）（1719年 - 1802年）マインツ選帝侯・大司教、ヴォルムス司教領主。1719年から1748年までロールの官僚を務めたフィリップ・クルストフ・フォン・ウント・ツー・エルタールの息子。
- イグナティウス・タシュナー（ドイツ語版、英語版）（1871年 - 1913年）彫刻家、メダルデザイナー、グラフィックデザイナー、イラストレーター。ユーゲントシュティールおよび新古典主義の芸術家。幼少期をロールで過ごした。

## 関連図書
- Karlheinz Bartels (2012). Geschichts- und Museumsverein Lohr a. Main. ed. Schneewittchen – Zur Fabulologie des Spessarts (2 ed.). Lohr am Main: von Törne. ISBN 978-3-934128-40-8
- Günter Christ (2007). Kommission für Bayerische Landesgeschichte bei der Bayerischen Akademie der Wissenschaften. ed. Lohr am Main. Der ehemalige Landkreis. Kallmünz: Laßleben. ISBN 978-3-7696-6854-4
- Werner Loibl (2012). Heinrich Fußbahn. ed. Die kurmainzische Spiegelmanufaktur Lohr am Main (1698–1806) und die Nachfolgebetriebe im Spessart (3 Bände). Aschaffenburg: Geschichts- und Kunstverein Aschaffenburg e. V.
  -  Band 1: Die kurmainzische Spiegelmanufaktur Lohr am Main (1698–1806) im Rahmen der allgemeinen Geschichte. ISBN 978-3-87965-116-0
  -  Band 2: Der Regiebetrieb der kurmainzischen Spiegelmanufaktur Lohr am Main. ISBN 978-3-87965-117-7
  -  Band 3: Die Zweig- und Nachfolgebetriebe der kurmainzischen Spiegelmanufaktur im Spessart. ISBN 978-3-87965-118-4
- Werner Loibl (2016). Heinrich Fußbahn. ed. Der Vater der fürstbischöflichen Erthals – Philipp Christoph von und zu Erthal (1689–1748). Aschaffenburg: Geschichts- und Kunstvereins Aschaffenburg e. V.. ISBN 978-3-87965-126-9
- Alfons Ruf (1983). Die Pfarrkirche St. Michael in Lohr und ihre Baugeschichte. Lohr am Main: von Törne. ISBN 978-3-9800281-1-0
- Theodor Ruf (2011). Quellen und Erläuterungen zur Geschichte der Stadt Lohr am Main bis zum Jahr 1559. Lohr am Main. ISBN 978-3-00-035963-7
- Theodor Ruf (1984). Die Grafen von Rieneck. Genealogie und Territorienbildung. Würzburg: Freunde Mainfränkischer Kunst u. Geschichte
- Wolfgang Vorwerk (2000). Historische Spurensuche. Beiträge zur Geschichte des Lohrer Schloß- und Amtsviertels, zur Straßengeschichte des Spessarts und zu einigen anderen Themen. Lohr am Main: Geschichte- und Museumsverein Lohr a.Main. ISBN 978-3-934128-04-0